# Geschichte der Analysis
Die Geschichte der Analysis beschreibt die Entwicklung eines der wichtigsten Teilgebiete der Mathematik. Das Gebiet, welches als „Rechnung mit dem unendlich Großen und unendlich Kleinen“ umschrieben werden kann, ist vor allem im Laufe des 17. und 18. Jahrhunderts mit der Entwicklung der Differential- und Integralrechnung durch Isaac Newton und Gottfried Wilhelm Leibniz entstanden, aber schon lange zuvor befassten sich Mathematiker und Philosophen mit Fragen des Grenzwertes, der Flächenberechnung und der Änderungsrate gegebener Größen, die man heutzutage zu diesem Themengebiet zählen würde. Zu Beginn war die Analysis heftiger Kritik ausgesetzt, da ihre Behandlung der Unendlichkeit wenig logisch fundiert erschien und sogar zu falschen Ergebnissen führen konnte. Durch die Arbeiten von Bernard Bolzano, Augustin-Louis Cauchy und Karl Weierstraß im 19. Jahrhundert wurden die Mängel beseitigt – allerdings auf Kosten der bislang sehr anschaulichen Erklärungen.
Durch den Erfolg der Analysis in der Beschreibung physikalischer Prozesse und ihren zahlreichen anderen Anwendungen in den angewandten Wissenschaften konnte sich die Analysis schlussendlich als festes Teilgebiet der Mathematik durchsetzen. Ab dem 19. Jahrhundert erfuhr die Analysis mit größer werdender Abstraktion eine deutliche Ausbreitung, was zur Entstehung von zahlreichen Teilgebieten oder verwandten Disziplinen wie der Funktionentheorie, Funktionalanalysis und Differentialgeometrie führte.
| Zeittafel       | Zeittafel |
| --------------- | --- |
| Vorgeschichte   | |
| 5. Jhd. v. Chr. | Erste Infinitesimale Betrachtungen                                                                               |
| 4. Jhd. v. Chr. | Exhaustionsmethode und Unterscheidung zwischen potenzieller und aktualer Unendlichkeit                           |
| 14. Jhd.        | Erster nichttrivialer Divergenzbeweis einer Reihe                                                                |
| 17. Jahrhundert | |
| 1635            | Prinzip von Cavalieri                                                                                            |
| 1636            | Fermats Werk Methodus ad disquirendam maximam et minimam; Tangentenbestimmung                                    |
| 1637            | Descartes Werk La Géométrie; Tangentenbestimmung                                                                 |
| 1660er          | Entwicklung der Fluxionenmethode                                                                                 |
| 1668            | Veröffentlichung der Potenzreihe für den natürlichen Logarithmus                                                 |
| 1684            | Leibnizens Werk Nova Methodus Pro Maximis Et Minimis                                                             |
| 1686            | Newtons Werk Philosophiæ Naturalis Principia Mathematica                                                         |
| 1696            | Untersuchung des Brachistochronenproblems; Anfänge der Variationsrechnung                                        |
| 18. Jahrhundert | |
| 1710er          | Eskalation des Prioritätenstreits zwischen Newton und Leibniz                                                    |
| 1734            | Berkeleys Werk The Analyst. A Discourse Addressed to an Infidel Mathematician                                    |
| 1735            | Lösung des Basler Problems                                                                                       |
| 1755            | Eulers Werk Introductio in analysin infinitorum                                                                  |
| 1797            | Lagranges Werk Théorie des fonctions analytiques                                                                 |
| 19. Jahrhundert | |
| 1821            | Cauchys Werk Cours d'Analyse                                                                                     |
| 1822            | Fouriers Werk Théorie analytique de la chaleur; Fourieranalysis                                                  |
| 1837            | Beweis, dass an jedem Punkt einer holomorphen Funktion eine Potenzreihe sich entwickeln lässt; Funktionentheorie |
| 1854            | Riemanns Habilitationsschrift; Mannigfaltigkeit                                                                  |
| 1859            | Formulierung der Riemannschen Vermutung                                                                          |
| 1886            | Veröffentlichung der Weierstraß-Funktion                                                                         |
| 20. Jahrhundert | |
| 1902            | Formulierung des Maßproblems; beginn der Maßtheorie und des Lebesgue-Integrals                                   |
| 1905            | Konstruktion der Vitali-Menge, damit Widerlegung des Maßproblems                                                 |
| 1918–1939       | Wirken der Lemberger Mathematikerschule; Funktionalanalysis                                                      |
| 1966            | Robinsons Werk Nonstandard Analysis; Begründung der Nichtstandardanalysis                                        |

## Vorgeschichte

### Frühe Berechnungsmethoden mit der Exhaustionsmethode

Näherung eines Kreises mit regelmäßigen Vielecken

Auch wenn man die Entstehung der Analysis erst in der Neuzeit verortet, so kann man bereits in der Antike Ansätze und Erörterungen über das Unendliche selbst erkennen. Ansätze waren schon bei der Frage der Flächenberechnung im alten Ägypten und Babylonien bekannt. In Griechenland sind besonders vom Sophisten Antiphon und Gelehrten Eudoxos von Knidos im vierten Jahrhundert vor Christus erste Überlegungen erkennbar gewesen, die Fläche von krummlinigen Figuren mithilfe von einfacheren zu approximieren. Statt den Flächeninhalt eines Kreises direkt auszurechnen, „erschöpft“ (lat. exhaurire) man den Kreis mithilfe von eingezeichneten Vielecken. Mittels dieser Exhaustionsmethode kann man den Flächeninhalt des Vielecks berechnen, was im Allgemeinen leichter auszurechnen ist, und dadurch eine gute Näherung erhalten. Auf diesen Ideen aufbauend ist uns ein Algorithmus von Archimedes zur Ausrechnung der Kreiszahl überliefert worden. Eine andere bekannte Anwendung der Methode ist die Quadratur der Parabel. Damit sind bereits erste Überlegungen zur Integralrechnung und Konvergenz von Reihen erkennbar gewesen. Auf Basis dieser Methoden gelang es Archimedes folgenden Sachverhalt zu zeigen:
Für eine Kugel und einen Kreiszylinder, dessen Grundfläche einem größten Kugelkreis der Kugel und dessen Höhe dem Kugeldurchmesser entspricht, stehen die Flächeninhalte der Oberflächen {\displaystyle O} und die Volumina {\displaystyle V} beider Körper jeweils in demselben Verhältnis und dabei gilt:
{\displaystyle {\frac {O_{\text{Kreiszylinder}}}{O_{\text{Kugel}}}}={\frac {V_{\text{Kreiszylinder}}}{V_{\text{Kugel}}}}={\frac {3}{2}}.}
Nach Plutarch sei er auf das Ergebnis so stolz gewesen, dass er sich testamentarisch auf seinem Grab eine Darstellung einer Kugel und eines Zylinders gewünscht habe.

### Philosophische Kritik

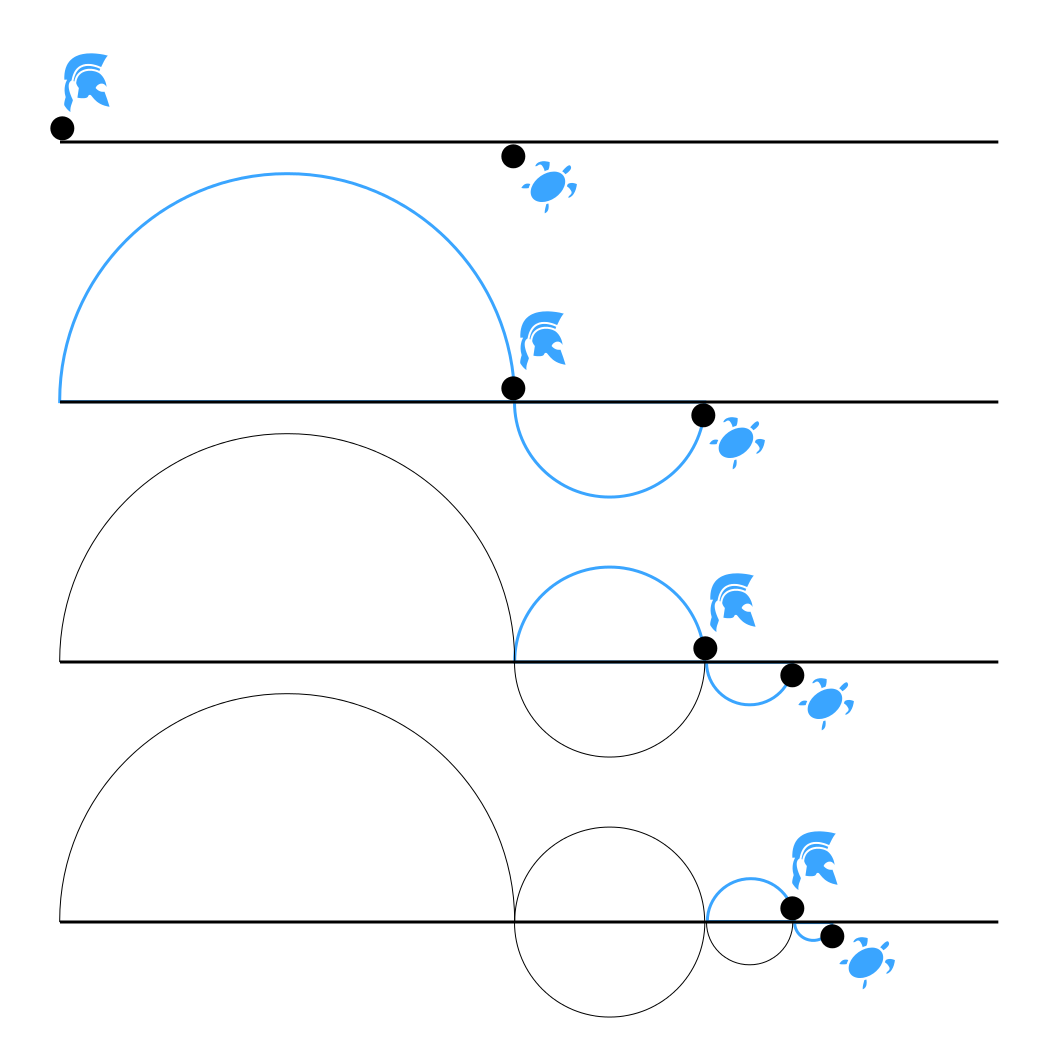
Graphische Veranschaulichung von Achilles und der Schildkröte

Trotz dieser Erfolge zeigte sich schon früh Kritik an dem Konzept der Unendlichkeit. Besonders bekannt sind die Paradoxa des Philosophen Zenon von Elea, mit der er im fünften Jahrhundert vor Christus schon frühe Überlegungen zur Differentialrechnung zeigte. Davon seien im Folgenden drei genannt:
- Teilungsparadoxon: Bewegung ist unmöglich, da man jede Entfernung, die ein Objekt zurückzulegen hat, zunächst halbieren, dann die Hälfte halbieren usw. und in beliebig viele, immer kleinere, Teile zerlegen kann, aber wie viele Teile man auch nimmt, es bleibt immer noch ein Restabstand bis zum Endpunkt.
- Achilles und die Schildkröte: Da Achilles schneller als die Schildkröte ist, gewährt er ihr einen Vorsprung. Doch, obwohl er schneller ist, kann er sie nie fangen. Bis er nämlich den Startpunkt der Schildkröte erreicht hat, ist sie etwas vorwärtsgekommen. Bis Achilles diesen Punkt erreicht, ist die Schildkröte wieder noch etwas weiter gekrochen. Achilles würde die Schildkröte nie einholen.
- Pfeilparadoxon: Zu jedem Zeitpunkt ist der Pfeil in einer Position, die man nicht von einer unbeweglichen Position des Pfeiles unterscheiden kann. Also ist die Bewegung des Pfeiles unmöglich.

Zusätzlich zu Zenons Kritik gab es in der Antike schon früh unterschiedliche Ansichten, ob es Unendlichkeit überhaupt gebe, und, falls ja, welche Art von Unendlichkeit existiert. Für Atomisten wie Demokrit, die daran glauben, dass die Welt aus kleinsten unteilbaren Elementen bestehen, sind solche Einwände von vorneherein nichtig, aber das Phänomen der Bewegung können sie dadurch nicht erklären. Besonders autoritativ erwies sich Aristoteles’ Ansicht, nach der es zwar potenzielle Unendlichkeit in der Welt gebe, aber aktuale Unendlichkeit sich nur auf „dasjenige, außerhalb dessen immer noch etwas ist“, beziehe. Damit gemeint ist etwa, dass man eine gegebene Linie potenziell in beliebig viele kleine Teile teilen kann. Die Linie selbst sei aber nicht aus unteilbaren (möglicherweise unendlich kleinen) Teilstücken zusammengesetzt, was der heute gängigen mathematischen Praxis widerspricht, dass eine Linie eine Menge von Punkten sei, da Punkte unteilbar sind. Ebenso folgte daraus eine grundsätzliche Ablehnung von Infinitesimalzahlen, also Zahlen, die kleiner als alle anderen Zahlen sind. Denn gäbe es solche Zahlen, müsste man diese doch teilen können, aber die geteilten Zahlen sind doch kleiner als die ursprüngliche Infinitesimalzahl, was einen Widerspruch darstellt.

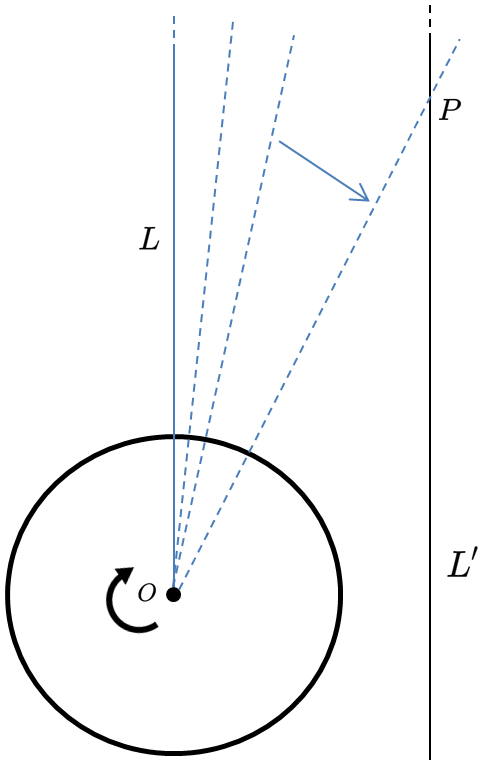
Dreht sich der Kreis im Uhrzeigersinn um O, gibt es keinen Punkt, in dem sich L und L' zum ersten Mal schneiden.

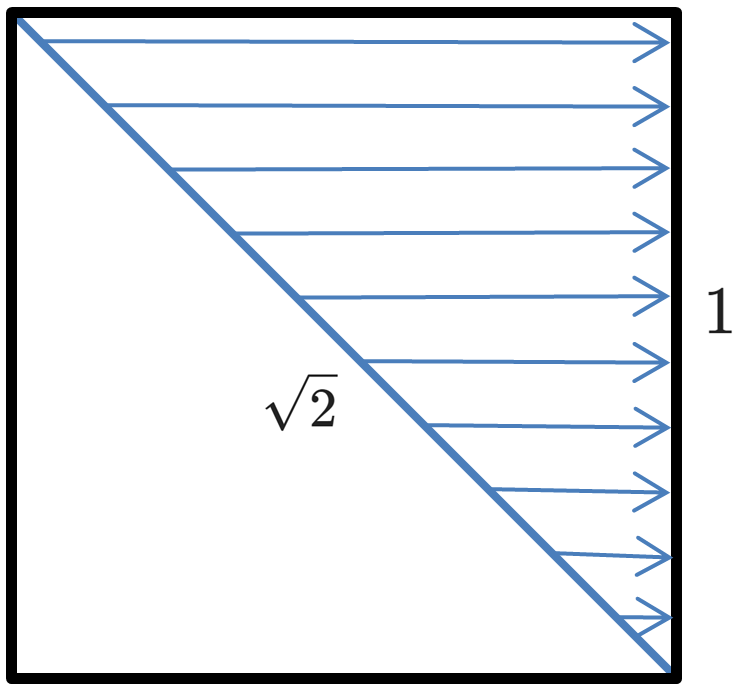
Jeder Punkt auf der Diagonalen lässt sich auf einen Punkt der Kante des Quadrats abbilden.

Auch die Philosophen und Mathematiker zur Blütezeit des Islam beschäftigten sich mit den Problemen des aktual Unendlichen. Avicenna bietet in seinen Schriften mindestens zwei Argumente gegen die aktuale Unendlichkeit, unter anderem ein kinematisches Argument. Avicennas „Argument der Kollimation“ (burhān al-musāmita) bzw. „Argument der Parallelität“ (burhān al-muwāzā), eine überarbeitete Version eines aristotelischen Arguments aus Über den Himmel, lautet wie folgt: Betrachte einen Kreis mit Mittelpunkt {\displaystyle O} (siehe Grafik). An {\displaystyle O} fixiere man nun eine Linie {\displaystyle L}, die sich (aktual) unendlich in die Höhe erstreckt. Man betrachte nun noch eine weitere (aktual) unendliche und zu {\displaystyle L} parallele Linie {\displaystyle L'}. Avicenna bemüht nun ein kinematisches Argument, um die Annahme aktualer Unendlichkeit ad absurdum zu führen: Nimmt man an, dass sich der Kreis zusammen mit {\displaystyle L} im Uhrzeigersinn zu drehen beginnt, {\displaystyle L'} dabei aber unbeweglich und fest bleibt, muss es in dieser Bewegung – so Avicenna – einen Moment geben, in dem die Linien parallel sind, und einen Moment, in dem sie sich in einem Punkt {\displaystyle P} kreuzen. Avicenna bemerkt, dass unabhängig davon, wie winzig die Auslenkung von {\displaystyle L} auch sein mag, immer schon ein Punkt existiert, in dem sie sich schneiden müssen. Da Avicenna aber meint, dass die Kreisbewegung möglich sein müsse, wird aus der unerwünschten Konsequenz die Voraussetzung verworfen, nämlich dass es ein aktual Unendliches gibt. Aus heutiger Sicht kritisierbar ist, aus dem Umstand der Existenz eines „Moments der Parallelität“ und eines „Moments des Schnittes“ zu folgern, dass es auch einen Moment gibt, in dem sich diese Linien zum ersten Mal schneiden. Anders formuliert: Das Intervall {\displaystyle (0,\infty )} besitzt kein kleinstes Element. Ob sich der reale Raum (bzw. das Kontinuum) oder die reale Zeit mit Hilfe reeller Zahlen modellieren lässt – eine Frage, die bereits Zenons Paradoxien aufwerfen – wird im Abschnitt 6.4 angeschnitten.
Al-Ghazali, der die klassische Frage der Ewigkeit der Welt behandelte – ob das Universum aktual unendlich lange existiere –, weist die Bejahung dieser Frage mit folgendem „Widerspruchsbeweis“ zurück: Er nimmt zunächst an, dass das Sonnensystem „schon immer“ in seinem gegenwärtigen Zustand verharrt habe. Al-Ghazali vertrat, wie zu seiner Zeit üblich, ein geozentrisches Weltbild. Unter Absehung dieses kosmologischen Anachronismus, lässt sich das weitere Argument aber auch im heliozentrischen Modell darstellen: Jupiter und Erde würden in dieser (aktual unendlichen) Zeit des Bestehens unendlich viele Drehungen um die Sonne gemacht haben, wobei eine Umdrehung des Jupiters dreizehn Umdrehungen der Erde entspreche. Damit müssten Erde und Jupiter einerseits jeweils unendlich oft um die Sonne gekreist sein; andererseits die Erde aber dreizehn Mal so häufig wie Jupiter. Al-Ghazali hielt dies für einen Widerspruch und schloss daraus, dass das Universum nicht unendlich lange existieren könne. Roger Bacon präsentiert in seinem Opus maius ein weiteres Argument gegen den Atomismus, das ebenfalls auf al-Ghazali zurückgeht: Obwohl in einem Quadrat die Diagonale stets länger als die Kantenlänge ist, lässt sich jeder Punkt der Diagonalen auf einen Punkt der Kante abbilden (siehe nebenstehende Grafik). Damit müssten beide Strecken aus derselben Anzahl von Atomen bestehen, was absurd erscheint.

### Stillstand in Europa
Nach Archimedes gab es auf diesem Gebiete – im Gegensatz zu anderen wie etwa der Astronomie – vorerst keine weiteren Entwicklungen mehr, was den Umgang mit dem Unendlichen angeht. Über die Gründe mag man spekulieren. Möglicherweise spielten die philosophischen Einwände eine Rolle oder das Thema war den Menschen einfach zu abstrakt. Hans-Heinrich Körle spekuliert, dass das Thema möglicherweise „zu perfekt“ oder abgeschlossen für eine weitere Entwicklung erschien und damit auch das Interesse an der mündlichen Weitergabe zum Erliegen kam. Und als es dann zu einem Stillstand kam, hätte dies zeitgleich einen Rückschritt zur Folge gehabt, denn „auch vollständig erhaltene Schriften [erforderten] eine Mühe, zu der wenige bereit waren, zumal es einen großen Unterschied macht, eine Beweisführung zu akzeptieren, weil man nichts einzuwenden wüsste, oder aber sie zu verstehen.“ Das allgemeine Interesse an der Mathematik brach aber nach Archimedes nie ab und auch nach der Spätantike gab es im arabischen Kulturraum rege Beschäftigung, woraus unter anderem die Grundlagen für die Algebra entstanden.
Im alten China sind uns aber Mathematiker wie Liu Hui und Zu Chongzhi, die im fünften und sechsten Jahrhundert nach Christus noch mithilfe der Exhaustionsmethode und einer Methode, die dem Prinzip von Cavalieri sehr ähnlich war, die Volumina von Figuren wie die einer Kugel bestimmten. Und auch in Indien schienen Ansätze der Analysis bekannt zu sein. So schien Bhaskara II., der im 12. Jahrhundert lebte, den Satz von Rolle und den Mittelwertsatz der Differentialrechnung gekannt zu haben. Auch Madhava, der im 15. Jahrhundert wirkte, kannte schon die Reihendarstellungen für den Sinus und Kosinus.

### Nikolaus von Oresme
Spätestens im Spätmittelalter schien das Interesse in Europa wieder erwacht zu sein. Vom Gelehrten Nikolaus von Oresme sind zwei bemerkenswerte Resultate aus dem 14. Jahrhundert überliefert:

#### Merton Rule

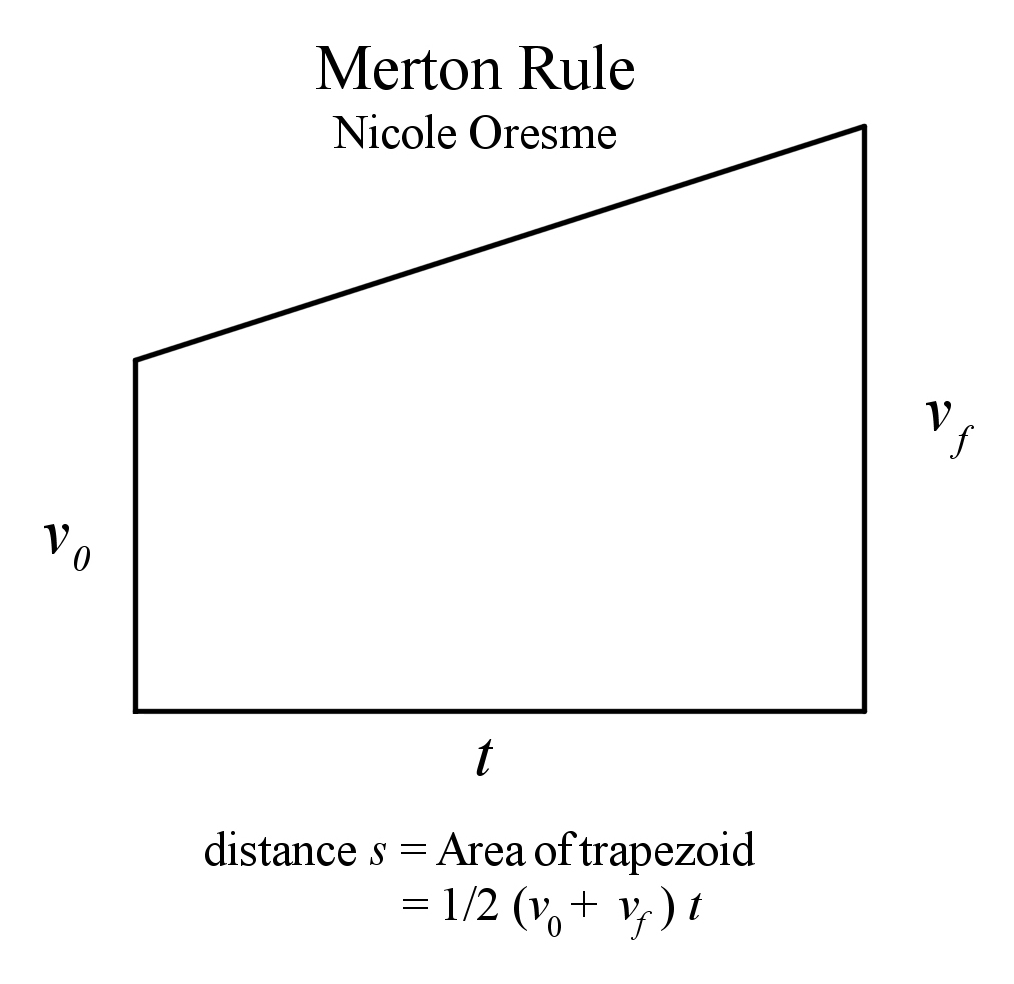
Merton Rule

Im englischsprachigen Raum unter Merton Rule bekannt, besagt die erste Entdeckung folgendes: Hat man einen Körper, der zum Zeitpunkt {\displaystyle 0} die Geschwindigkeit {\displaystyle v_{0}} hat und sich danach gleichförmig beschleunigt, so hat er zu einem Zeitpunkt {\displaystyle t} eine Geschwindigkeit {\displaystyle v_{f}} erreicht. Nikolaus von Oresme bewies dann folgende Tatsache: Ein Körper, der mit einer konstanten Geschwindigkeit von
{\displaystyle {\frac {1}{2}}(v_{0}+v_{f})t}
zur selben Zeit losgereist wäre, hätte zum Zeitpunkt {\displaystyle t} dieselbe Strecke hinterlassen. In der heutigen Terminologie ist das ein Spezialfall des Mittelwertsatzes der Differentialrechnung bzw. der Trapezregel, da die Beschleunigung die Ableitung der Geschwindigkeit ist und die Fläche unter dem Graphen einem Trapez entspricht. Für den Beweis verwendete Oresme schon damals die geometrische Herleitung, was Galileo Galilei genau so wenige Jahrhunderte später im Zusammenhang zu seinen Fallgesetzen ebenso bewies, weshalb Galilei manchmal irrtümlicherweise als Erstentdecker genannt wird.

#### Reihen
Ebenfalls untersuchte Oresme (auch wenn gewisse Ansätze schon unter Archimedes erkennbar waren) die Konvergenz und Divergenz von Reihen genauer. Er bewies unter anderem auf geometrischem Wege, dass die spezielle geometrische Reihe
{\displaystyle 1+{\frac {1}{2}}+{\frac {1}{4}}+{\frac {1}{8}}+\dots }
gegen {\displaystyle 2} konvergiert und dass die harmonische Reihe
{\displaystyle 1+{\frac {1}{2}}+{\frac {1}{3}}+{\frac {1}{4}}+\dots }
entgegen der Vermutung, die man nach der geometrischen Reihe haben dürfte, bestimmt divergiert, also einen beliebig großen Wert erhält.

## Frühe Neuzeit

### Prinzip von Cavalieri

Prinzip von Cavalieri (Animation)

Spätestens mit der Formulierung der Keplerschen Gesetze wuchs wieder das Interesse an der Berechnung krummliniger Flächen, da für die Nutzung des zweiten Gesetzes u. a. der Flächeninhalt einer Ellipse ermittelt werden muss. Es wurden Ergebnisse wie die Keplersche Fassregel erzielt, die das Volumen eines Weinfasses abschätzen sollte. Bonaventura Cavalieri, ein Schüler Galileo Galileis entwickelte die Methode zur Volumen- und Flächenberechnung weiter, indem er eine geometrische Figur in Scheiben teilte. Er nannte sie Indivisible („Unteilbare“) und fasste eine geometrische Figur als Gesamtheit von unteilbaren, unendlich kleinen Scheiben auf, die in der Summe das Volumen der Figur wieder ergeben. Das nach ihm benannte Prinzip besagt dann, dass es völlig unerheblich sei, wie diese Scheiben genau zueinander geordnet sind. Wenn man diese nur leicht verschiebt, ändert sich das Volumen nicht. Die eigentlich durch Aristoteles für unzulässig erklärte Verwendung aktual unendlich kleiner Größen wendete er hier konsequent an. Dies stellte er 1635 in seiner Schrift Geometria indivisibilibus continuorum nova quadam ratione promota vor.

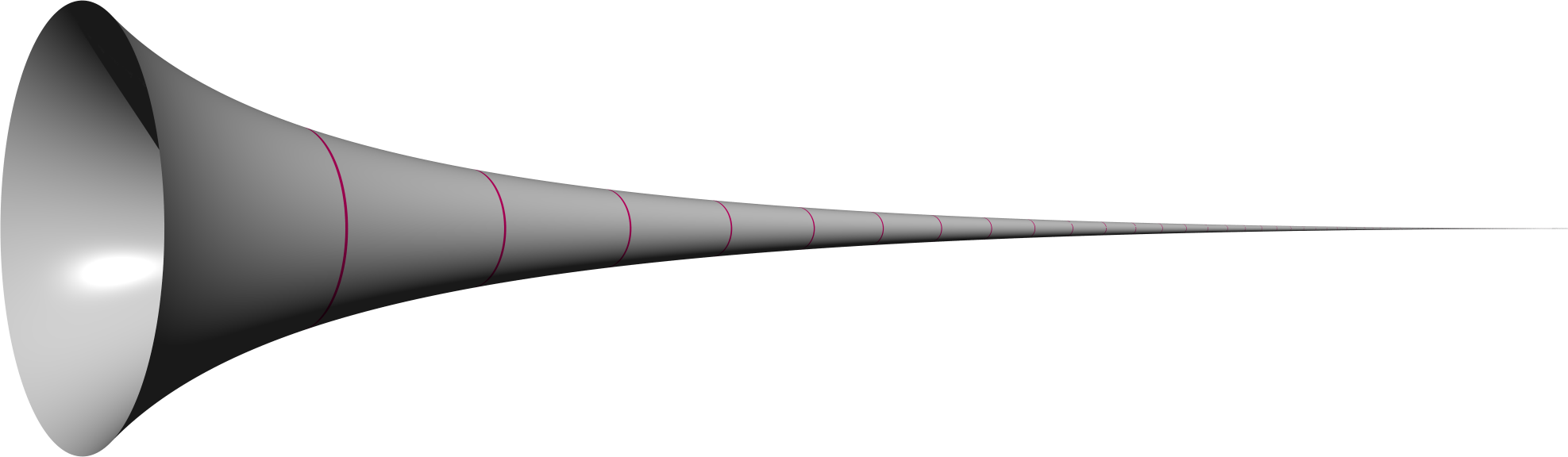
Torricellis Trompete

Durch das Prinzip von Cavalieri und der antiken Exhaustionsmethode gelang es Evangelista Torricelli, eine Art Trompete zu konstruieren, die ein endliches Volumen, aber eine unendliche Mantelfläche besitzt. Es handelt sich in der heutigen Notation um den Rotationskörper des Graphen der Funktion {\displaystyle y=1/x}.

### Tangentenprobleme
Mit dem Aufkommen der analytischen Geometrie, nach der man alle Kurven in einem Koordinatensystem einbetten kann, stellte sich die Frage nach dem Bestimmen von Extremwerten. Heute ist das unter dem Begriff Kurvendiskussion bekannt. Damit beschäftigten sich im 17. Jahrhundert vor allem die Franzosen René Descartes, Pierre de Fermat, Blaise Pascal und der Engländer Isaac Barrow. Den Zeitgenossen war dabei schon sehr früh klar, dass die Frage einen engen Zusammenhang mit der Bestimmung der Tangente hatte. Bei der Bestimmung von Tangenten entwickelten Blaise Pascal und Isaac Barrow, der Vorgänger Isaac Newtons, unabhängig voneinander das Konzept des Steigungsdreieckes, was später als Grundlage für die Differentialrechnung dienen sollte, wobei Barrow selbst schon einen Zusammenhang zwischen der Tangentenbestimmung und der Bestimmung der Fläche unter einem Graphen bemerkte.
Solche Fragestellungen erscheinen aus heutiger Sicht für klar, sie sind ja schließlich Teil des Schulstoffes geworden, waren für die damaligen Zeitgenossen aber durchaus kontrovers. Wenn man nämlich anfängt, einzelne Punkte auf einer Kurve zu untersuchen, und die Kurve selbst in ein Koordinatensystem legt, nimmt man implizit die Haltung an, eine Kurve bestehe aus Punkten. Zwar gab Cavalieri schon diesen Gedanken ein Stück weit auf, aber das war trotzdem noch ein höchst umstrittenes Thema. In seinem Werk Principia philosophiae verfolgte Descartes hinsichtlich dieser Frage einen pragmatischen Kurs und schrieb:

„Wir werden uns deshalb nicht mit der Antwort auf die Frage mühen, ob die Hälfte einer unendlichen Linie ebenfalls unendlich sei, oder ob die unendliche Zahl gleich oder ungleich sei und Aehnliches; denn nur der, welcher seine Seele für unendlich hält, kann meinen, hierüber nachdenken zu müssen. Wir werden dagegen Alles, bei dessen Betrachtung man kein Ende finden kann, zwar nicht als unendlich behaupten, aber als endlos ansehen“

#### Fermat

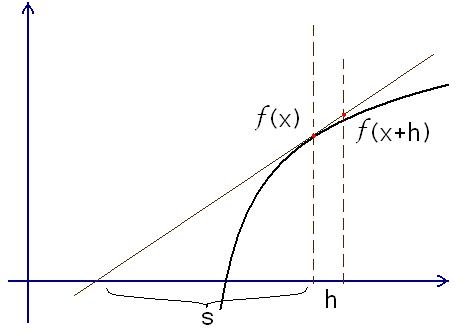
Fermats Ansatz

Fermat veröffentlichte 1636 das Werk Methodus ad disquirendam maximam et minimam, wo er seinen Lösungsansatz vorstellte. In moderner Notation betrachtet er für eine Funktion {\displaystyle f} eine positive reelle Zahl {\displaystyle h}. Wenn {\displaystyle h} klein genug gewählt ist, sodass {\displaystyle f(x)\approx f(x+h)}, folgt nach Ähnlichkeitssätzen
{\displaystyle {\frac {s+h}{s}}\approx {\frac {f(x+h)}{f(x)}}},
wobei {\displaystyle s} der Abstand zur eindeutigen Nullstelle der Tangente ist. Das lässt sich dann umformen zu
{\displaystyle s\approx {\frac {f(x)}{(f(x+h)-f(x))/h}}}.
Für {\displaystyle f(x)=x^{3}} gilt also
{\displaystyle s\approx {\frac {x^{3}}{3x^{2}+3xh+h^{2}}}}.
Das {\displaystyle h} kann man nun auslassen und erhält
{\displaystyle s\approx {\frac {x}{3}}}.
Die Steigung lässt sich nun (siehe Bild) errechnen durch das Steigungsdreieck, also
{\displaystyle {\frac {f(x)}{s}}={\frac {x^{3}}{\frac {x}{3}}}=3x^{2}}.
Damit ist die Steigung der Tangente an der Stelle {\displaystyle x} ermittelt.

#### Descartes

Radius des Kreises ist orthogonal zur Tangente

Von Descartes erstmals in seinem 1637 erschienene Werk La Géométrie beschrieben und von Frans van Schooten propagiert, ist die folgende Methode: Basierend auf der Überlegung, dass der Radius immer orthogonal zur Kreistangente steht, schlug Descartes vor, zu einer gegebenen beliebigen Kurve den Krümmungskreis zu konstruieren, der die Kurve berührt. Dadurch lässt sich die Normale und somit auch die Tangente konstruieren. Obwohl der Ansatz von Fermat näher an der Differentialrechnung ist als der von Descartes, erwies sich dessen Ansatz als einflussreicher und schien mathematisch besser fundiert. Die cartesische Kreismethode führte allerdings bereits bei einfachen Funktionen wie {\displaystyle x\mapsto x^{3}} zu komplizierten Rechnungen. Der holländische Mathematiker Jan Hudde konnte die Tangenberechnung mit der „Hudde-Regel“ zwar vereinfachen und Sluze diese auf algebraische Kurven impliziter Form {\displaystyle f(x,y)=0} ausdehnen, heute ist Descartes‘ Ansatz dennoch außer Gebrauch geraten, da er – verglichen mit den heutigen Methoden – sehr rechenintensiv ist.

#### Pascal und Barrow
Blaise Pascal und Isaac Barrow haben im Wesentlichen diese Ideen weiterentwickelt, wobei beide in die Geschichte eingehen werden als diejenigen, welche die Arbeiten von Newton und Leibniz inspiriert haben. Pascals Abhandlung 1659 Traité des sinus des quarts de cercle über die Tangentenbestimmung eines Viertelkreises beeindruckte den jungen Leibniz. Er soll später gesagt haben, er habe darin ein Licht gesehen, das der Autor nicht bemerkt habe, denn latent steckte darin der Fundamentalsatz der Analysis, der besagt, dass die Bestimmung der Tangentensteigung und die Bestimmung der Fläche unter einem Graphen sich gewissermaßen reziprok verhalten. Auch Isaac Barrow hatte bereits durch geometrische Überlegungen fast alles schon hergeleitet, um den Fundamentalsatz zu begründen. Möglicherweise dachte Newton bei seinem Ausspruch, er stehe auf den Schultern von Giganten, an Barrow, dessen Nachfolger er als lucasischer Professor später geworden ist.

## Infinitesimalrechnung
Durch das Bedürfnis, eine Methode jeweils zur Bestimmung von Flächen und Tangenten zu haben, lag also schon im frühen 17. Jahrhundert die Analysis „in der Luft“. Zwar werden für gewöhnlich Newton und Leibniz zu den Vätern der Analysis gezählt, aber die wesentlichen Ideen sind schon vorher formuliert worden. Die wesentliche Leistung beider Männer war es, die Differential- und Integralrechnung zu einer einzigen Berechnungsmethode („Kalkül“, lat. Calculus) mit Infinitesimalzahlen zu vereinheitlichen, woher noch heute im Englischen die Bezeichnung infinitesimal calculus und im Deutschen Infinitesimalrechnung kommt. Da das Rechnen mit Infinitesimalzahlen später außer Gebrauch geriet, verkürzte sich die englischsprachige Bezeichnung nur noch auf calculus und im Deutschen verwendet man für das größere Themengebiet die von Leonhard Euler eingeführte Bezeichnung Analysis. Infinitesimalrechnung ist im Deutschen also eher die Bezeichnung für eine historische Rechenmethode, während die Analysis die daraus entstandene moderne Wissenschaft ist.

### Newtons Methode

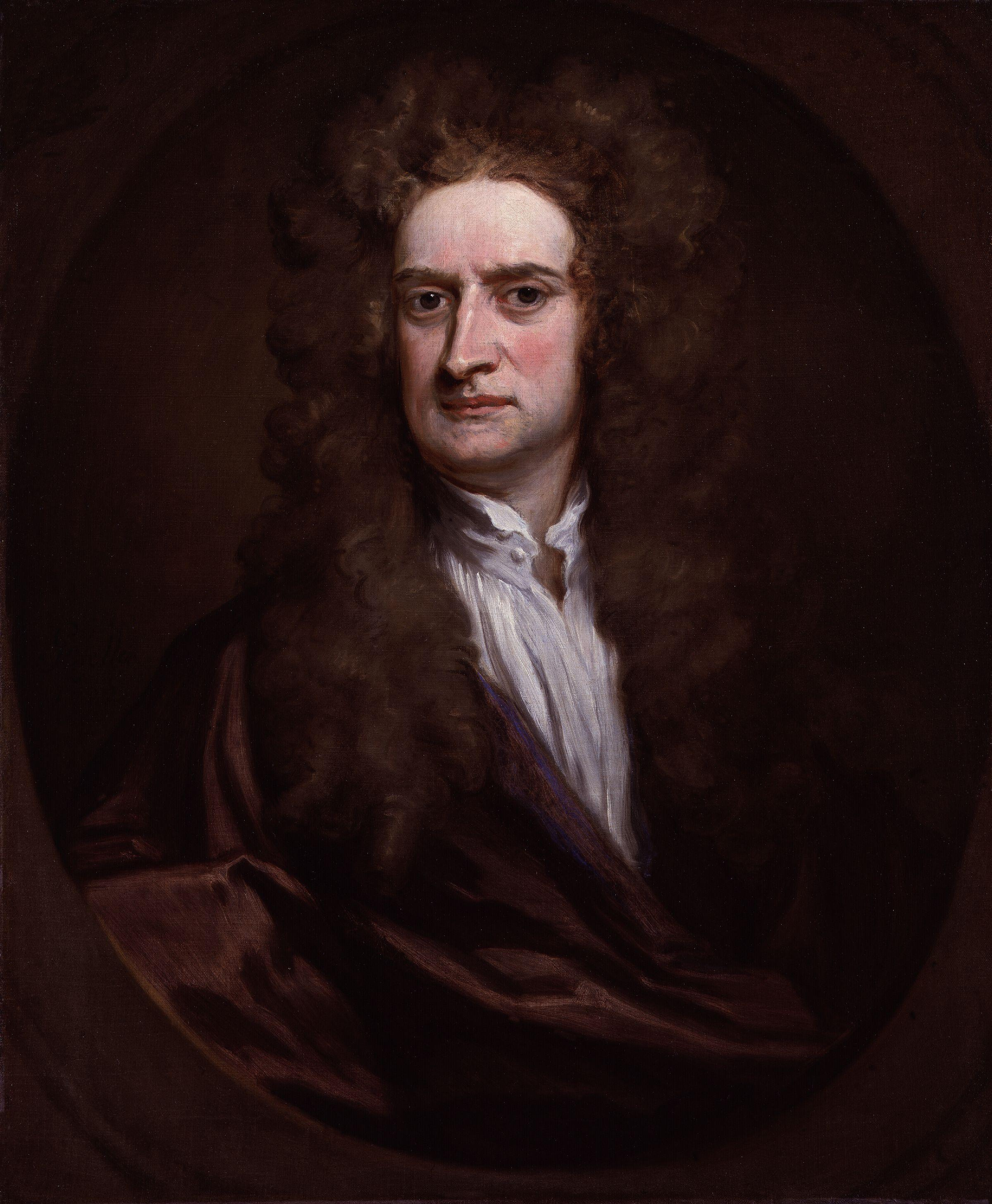
Isaac Newton

Newton benutzte eine Fluxionenmethode (von lateinisch fluere „fließen“), die im Wesentlichen in der Tradition von Barrow stand. Er entwickelte seine Rechenmethode in den Schriften De Analysi per Aequationes Numero Terminorum Infinitas und De Methodis Serierum et Fluxionum, die jeweils 1669 und 1671 geschrieben worden sind, aber erst 1711 bzw. 1736 gedruckt wurden. Grundzüge davon waren aber bereits in seiner Philosophiae Naturalis Principia Mathematica 1687 veröffentlicht worden. Er ging im Wesentlichen davon aus, dass alle Variablen in Abhängigkeit einer Zeitgröße stünden, die er Fluenten nannte. Eine Kurve bestehe also nach Newton nicht aus Punkten, sondern aus einer Größe, die entlang der Kurve „fließe“. Die Geschwindigkeit, mit der die Fluenten fließen, nannte er Fluxionen und kennzeichnete diese mit einem Punkt über der Variablen: {\displaystyle {\dot {x}}}. Daraus ist die noch heute in der Physik gebräuchliche Notation für Zeitableitung entstanden. Eine Kurve auf der euklidischen Ebene betrachtete er dann als Lösungsmenge einer Funktion {\displaystyle F(x,y)=0}. Beispielsweise ist eine Parabel in moderner Notation eine Funktion {\displaystyle f(x)=x^{2}}. In Newtons Schreibweise entspräche die Parabel aber, wenn wir {\displaystyle f(x)} als {\displaystyle y} bezeichnen, der Lösungsmenge aller Punkte (bzw. „Fluenten“) der Form
{\displaystyle y-x^{2}=0}
{\displaystyle {\dot {x}}}, {\displaystyle {\dot {y}}} bezeichnen dann horizontale und vertikale Geschwindigkeitskomponenten. Zwei Punkte {\displaystyle {\ddot {x}}} und {\displaystyle {\ddot {y}}} sind dann dementsprechend die Beschleunigungen. Eine Tangente entspricht in dem Sinne der Veränderung des Punkts in der einen Geschwindigkeitskomponente im Verhältnis zur anderen. Eine Tangente ist also der Bruch
{\displaystyle {\frac {\dot {x}}{\dot {y}}}}, wobei gelten soll: {\displaystyle F(x,y)=0.}
Um die Ableitung der Parabel zu bestimmen, muss man herausfinden, wie sehr die Kurve in die {\displaystyle x}- und wie sehr sie in die {\displaystyle y}-Richtung hineinragt, also man betrachtet die Terme {\displaystyle x+o{\dot {x}}} und {\displaystyle y+o{\dot {y}}} für eine Infinitesimalzahl {\displaystyle o}. Das {\displaystyle o} soll suggerieren, dass wir nur den kleinstmöglichen zeitlichen Unterschied betrachten, mit der {\displaystyle x} sich um {\displaystyle o{\dot {x}}} sich verändere. Da diese Veränderung vernachlässigbar klein ist, kann man {\displaystyle x=x+o{\dot {x}}} und {\displaystyle y=y+o{\dot {y}}} annehmen. Eingesetzt in die Gleichung ergibt das mithilfe der binomischen Formeln:
{\displaystyle y+o{\dot {y}}-(x+o{\dot {x}})^{2}=0.}
{\displaystyle y+o{\dot {y}}-x^{2}-2x{\dot {x}}o-o^{2}{\dot {x}}^{2}=0.}
Da nach unserer Ausgangsbedingung {\displaystyle y-x^{2}=0} gelten soll, folgt also
{\displaystyle o{\dot {y}}+2x{\dot {x}}o-o^{2}{\dot {x}}^{2}=0.}
Jetzt dividiere man durch {\displaystyle o}:
{\displaystyle {\dot {y}}-2x{\dot {x}}-o{\dot {x}}^{2}=0.}
Da {\displaystyle o} aber unendlich klein war, lassen sich diese Terme vernachlässigen, die {\displaystyle o} als Faktor haben. Als Lösung ergibt sich
{\displaystyle {\dot {y}}-2x{\dot {x}}=0.}
Eine Tangente ist also gegeben durch
{\displaystyle {\frac {\dot {y}}{\dot {x}}}={\frac {2x{\dot {x}}}{\dot {x}}}=2x,}
was die gewöhnliche Ableitung ist, die man aus der Schulmathematik kennt. Aufgrund der Rechenintensität hat sich diese Methode gegenüber der Leibnizschen Methode nicht durchsetzen können, die wesentliche Idee ist aber noch im Satz über implizite Funktionen enthalten.
Die Integralrechnung verstand Newton primär als Gegenteil der Ableitung, aus der sich eine graphische Veranschaulichung durch die Fläche unter einem Graphen ergebe. Für eine Stammfunktion nutzte er Notationen wie {\displaystyle {\overset {\,\prime }{x}}} oder {\displaystyle \square x}. Für ihn war das Integrieren hauptsächlich ein notwendiger Schritt zur Lösung von physikalisch motivierten Differentialgleichungen (am bekanntesten die Wärmeleitungsgleichung). Dementsprechend hatte auch das bestimmte Integral keine wichtige Rolle. Das Differenzieren war für Newton wichtig, um seine Newtonschen Gesetze zu formulieren. Daneben entdeckte er in seiner Forschung auch die binomische Reihe und das Newtonverfahren.

### Leibnizsche Methode

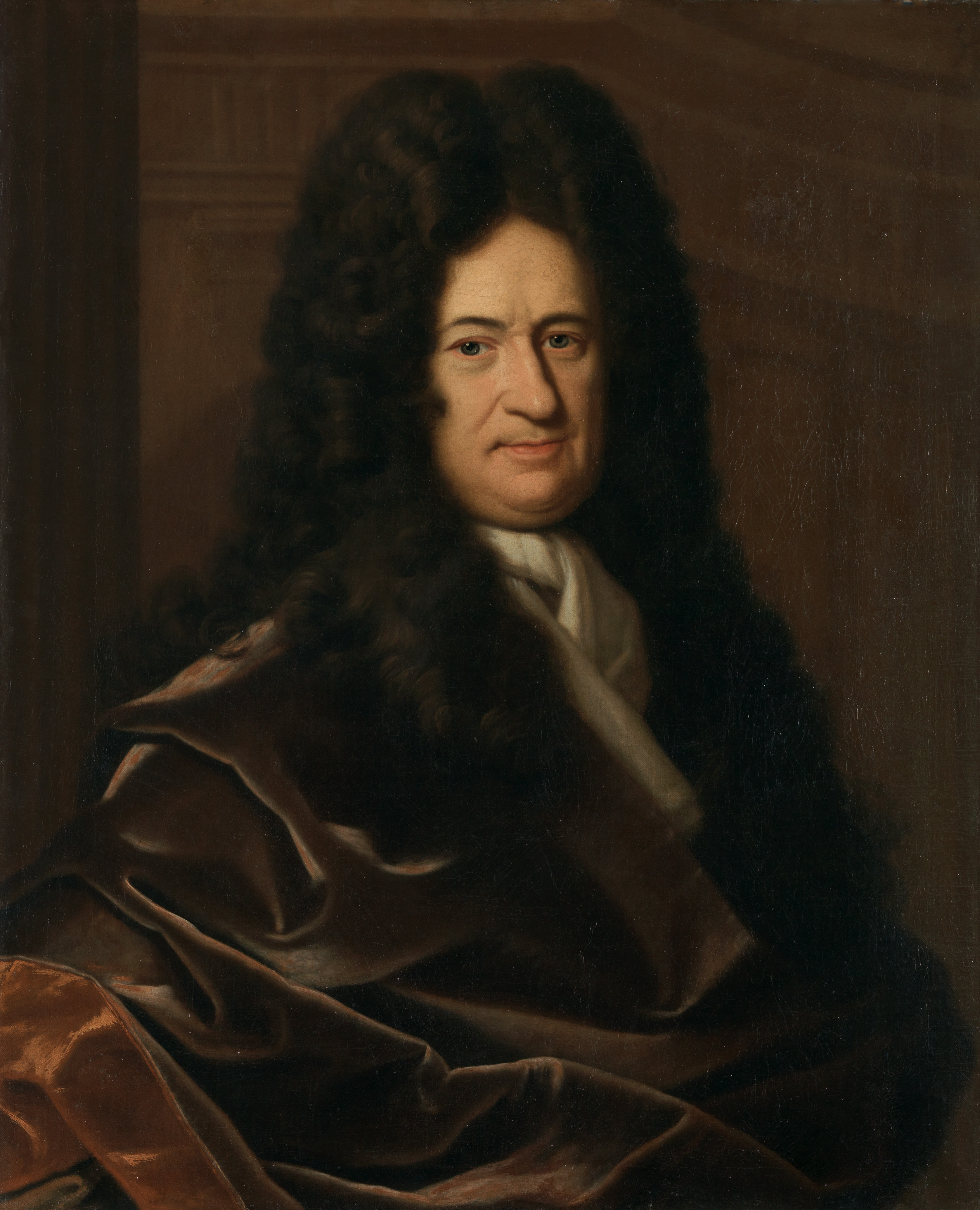
Gottfried Wilhelm Leibniz

Leibniz ging vom charakteristischen Dreieck aus, das am Punkt einer Kurve von der Tangente und den beiden Abschnitten auf den Koordinatenachsen gebildet wird und das bei ungegrenztem Zusammenschrumpfen (wohl inspiriert von seiner Monadentheorie) dem Verlauf der Kurve immer ähnlicher wird. Die Seiten des zusammengeschrumpften Dreiecks nannte er Differentiale. Seine Methode, die er 1684 unter dem Titel Nova Methodus Pro Maximis Et Minimis veröffentlichte, erwies sich im Nachhinein als wesentlich einflussreicher als die newtonsche. Der heutige Zugang zur Differentiation und zur Integration entspricht im Wesentlichen der von Leibniz und seinen Nachfolgern eingeführten. Zu seinen Ehren wird die Produktregel manchmal auch Leibniz-Regel genannt. Betrachten wir wieder die Parabel {\displaystyle f(x)=x^{2}} als Beispiel. Bezeichnet man mit {\displaystyle \mathrm {d} x} eine Infinitesimalzahl, so wird die Ableitung dann errechnet durch
{\displaystyle {\frac {f(x)-f(x+\mathrm {d} x)}{x-(x+\mathrm {d} x)}}}
also als der Quotient einer minimalen Änderung des Funktionswertes geteilt durch eine minimale Änderung des Argumentes, um so eine durchschnittliche Steigung an einem Punkt zu ermitteln. Für unser konkretes Beispiel lautet das also eingesetzt:
{\displaystyle {\frac {f(x+\mathrm {d} x)-f(x)}{(x+\mathrm {d} x)-x}}={\frac {(x+\mathrm {d} x)^{2}-x^{2}}{\mathrm {d} x}}={\frac {x^{2}+2x\mathrm {d} x+\mathrm {d} x^{2}-x^{2}}{\mathrm {d} x}}={\frac {2x\mathrm {d} x+\mathrm {d} x^{2}}{\mathrm {d} x}}=2x+\mathrm {d} x.}

Integral zwischen und

Auch hier ist die Infinitesimalzahl vernachlässigbar, wodurch sich die gleiche Ableitung {\displaystyle 2x} ergibt.

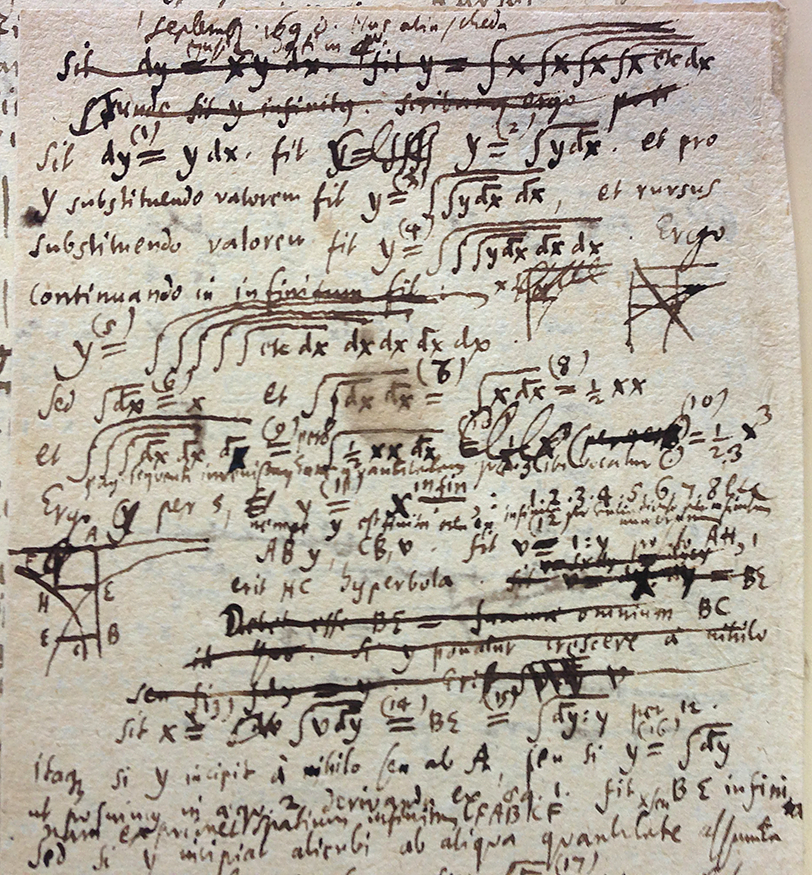
Leibniz’ handschriftliche Notizen; erkennbar ist seine Notation für die Integral- und Differentialrechnung

Ebenso von Leibniz stammt die Notation des Integrals
{\displaystyle \int _{a}^{b}f(x)\mathrm {d} x.}
Wie oben erwähnt, war das Integral bei Leibniz nicht als Antiableitung, sondern vorrangig geometrisch motiviert, was die Notation erklärt: Das Symbol für Integration ist das lange S für das lateinische summa. Anschaulich gesagt entspricht der Integration der Addition von Rechtecken der Breite {\displaystyle \mathrm {d} x} mit der Höhe {\displaystyle f(x)}. Leibniz selbst verwendete noch in alten Handschriften Ausdrücke wie {\displaystyle \mathrm {omn.} xl}, wobei das erste für omnes lineae figurae („Alles von der Linie der Figur“) bezeichnete – eine Bezeichnung, die selbst von Cavalieri stammte. Leibniz dachte also beim Differenzieren und Integrieren mehr geometrisch als physikalisch. Ebenso sind die Differentiationsregeln von Leibniz selbst eingeführt und bewiesen worden, während man sie bei Newton vermisst. Bereits im November 1675 beschrieb er in einem Manuskript mit dem Titel Pro methodo tangentium inversa et aliis tetragonisticis specimina et inventa die Regel
{\displaystyle {\overline {\mathrm {d} x}}y={\overline {\mathrm {d} xy}}-x{\overline {\mathrm {d} y}}}
und bezeichnete diese „einen äußerst bemerkenswerten und für alle Kurven geltenden Satz“. Die Linien über den Differentialen entsprachen der damaligen Konvention, um die Operatorreihenfolge zu kennzeichnen. Heute würden wir das mit Klammern beschreiben. In einer weiteren Arbeit vom 11. Juli 1677 lieferte Leibniz erste Beweise für sowohl Produkt- als auch Quotientenregel. Um {\displaystyle \mathrm {d} (xy)=x\mathrm {d} y+y\mathrm {d} x} zu zeigen, schreibt Leibniz
{\displaystyle \mathrm {d} (xy)=(x+\mathrm {d} x)(y+\mathrm {d} y)-xy=x\mathrm {d} y+y\mathrm {d} x+\mathrm {d} x\mathrm {d} y}
und argumentiert, dass die Größe {\displaystyle \mathrm {d} x\mathrm {d} y} „unendlich viel kleiner“ sei verglichen zum Rest, womit nur noch {\displaystyle x\mathrm {d} y+y\mathrm {d} x} überbleibt. Analog kann man mit dem von Leibniz entworfenen Kalkül die Summenregel begründen, was beim newtonschen Ansatz gar nicht so leicht einzusehen ist.

### Kritik
Schon früh geriet die Analysis unter den damaligen Zeitgenossen in starke Kritik, da man mit unendlich kleinen und unendlich großen Größen logische Widersprüche hervorruft. In beiden präsentierten Rechnungen dividierten wir unkritisch durch eine Infinitesimalzahl, aber am Ende der jeweiligen Rechnung tat man so, als wäre die Infinitesimalzahl einfach {\displaystyle 0}, da sie vernachlässigbar sei. Aber Division durch Null ist nicht definierbar. Warum also wir die Infinitesimalzahl mal als Null, mal nicht als Null behandeln können, lässt sich kaum rechtfertigen. Voltaire nannte die Infinitesimalrechnung in seinen Lettres Philosophique (1734) „die Kunst, dasjenige exakt zu zählen und zu messen, dessen Existenz man sich nicht einmal vorstellen kann.“
Die berühmteste zeitgenössische Kritik formulierte der anglo-irische Philosoph George Berkeley in seinem 1734 erschienenen Buch The Analyst. A Discourse Addressed to an Infidel Mathematician: Wherein It Is Examined Whether the Object, Principles, and Inferences of the Modern Analysis Are More Distinctly Conceived, or More Evidently Deduced, Than Religious Mysteries and Points of Faith. Sie bezieht sich inhaltlich auf die newtonsche Fluxionenmethode, kann aber auch auf die Leibnizsche Variante übertragen werden. Berühmt geworden sind vor allem die Sätze, mit denen er seine Abhandlung schließt:

“Und was sind diese Fluxionen? Die Geschwindigkeiten von vergänglichen Zuwächsen? Und was sind diese vergänglichen Zuwächse? Sie sind weder endliche Größen noch unendlich kleine Größen, noch sind sie nichts. Dürfen wir sie nicht die Geister verstorbener Größen nennen?”

„And what are these Fluxions? The Velocities of evanescent Increments? And what are these same evanescent Increments? They are neither finite Quantities nor Quantities infinitely small, nor yet nothing. May we not call them the Ghosts of departed Quantities?“

Wer der „ungläubige Mathematiker“ (infidel mathematician) ist, der im Buchuntertitel angesprochen wird, ist umstritten. Man vermutet, damit sei Edmond Halley, möglicherweise aber auch Isaac Newton gemeint.
Besonders die Phrase „Geister verstorbener Größen“ (Ghosts of departed Quantities) hatte eine lange Nachwirkung. Damit war Berkeley auch nicht alleine. Es scheint Hinweise zu geben, dass es Leibniz gegen Lebensende aufgab, den Differentialen in seinem Kalkül eine Bedeutung zuzumessen, sondern sie nur noch als eine nützliche Fiktion betrachtete, da die Ergebnisse doch stimmten. Und auch über hundert Jahre später erklärte Carl Friedrich Gauß jegliches Hantieren mit dem Unendlichen als reine façon de parler („Redensart“). Erst mit dem Aufkommen von Differentialformen und der Nichtstandardanalysis sind Zugänge zu den Begriffen geschaffen worden, die den heutigen Ansprüchen der mathematischen Strenge genügen.

### Prioritätenstreit
Beide Methoden waren sich zwar ähnlich und führten zu denselben Ergebnissen, es gab aber einen fundamentalen Unterschied: Bei Newton ist die Tangente der Quotient zweier endlicher Größen {\displaystyle {\dot {y}}} und {\displaystyle {\dot {x}}}, während bei Leibniz die Tangente ein Quotient von zwei infinitesimalen Größen ist. Trotzdem war damit der Anlass für einen erbitterten Streit geschaffen, wer von beiden zuerst auf die Idee gekommen war oder ob nicht sogar einer vom anderen abgeschrieben hatte. Es ist belegt, dass Leibniz 1673 und 1676 in London zu Besuch war und möglicherweise Zugang zu Newtons Schriften gehabt haben könnte (obgleich seine mathematischen Kenntnisse damals noch schlecht waren). Leibniz entwickelte seine Ideen ungefähr zehn Jahre nach Newton, und die beiden standen auch in Briefkontakt. Leibniz’ erste Arbeit erschien wie erwähnt 1684, und Newton erläuterte Grundzüge seiner Fluxionenmethode 1687. 
Der Streit eskalierte spätestens 1710, als der schottische Mathematiker John Keill öffentlich Leibniz des Plagiats beschuldigte, wobei Leibniz wiederum die Royal Society des Plagiats beschuldigte. Eine von der Royal Society ins Leben gerufene Kommission entschied dann 1713 ohne Leibniz anzuhören zugunsten Newtons – der Abschlussbericht wurde vom Präsidenten der Royal Society verfasst, und das war Newton selbst. Leibniz versuchte zwar in einem anonymen Pamphlet darauf zu antworten, worauf John Keill antwortete. Jener zog sich aber aus dem Streit zurück, da er „wie er sagte, nicht einem Idioten Antwort geben wolle“. Leibniz starb 1716, aber der Streit dauerte an, was zu einer Spaltung der kontinentaleuropäischen Mathematik von der anglophonen führte.

## 17. und 18. Jahrhundert

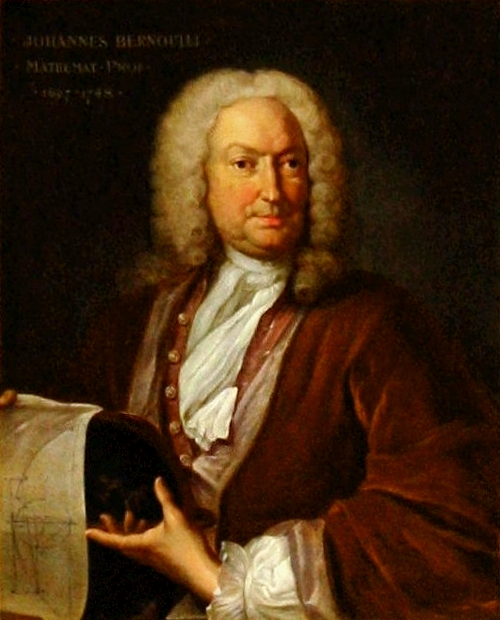
Johann Bernoulli

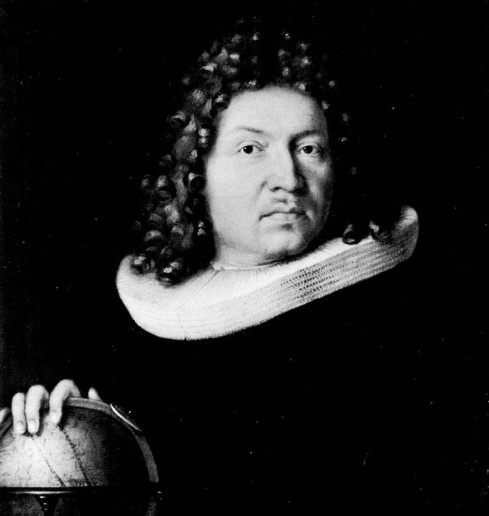
Jakob Bernoulli

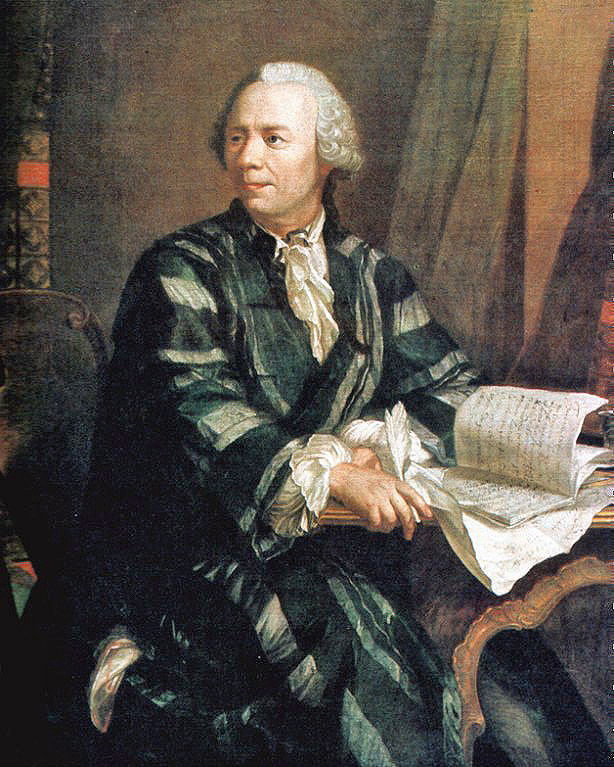
Leonhard Euler

### Familie Bernoulli und Euler
Während die britische Mathematik sich in der Nachfolge von Newton vor allem mit physikalischen Anwendungen beschäftigte, ging die Entwicklung der „theoretischen“ Analysis vor allem in Kontinentaleuropa weiter. Besonders hat sich die niederländischstämmige, in der Schweiz ansässig gewordene Familie Bernoulli hervorgetan. Bereits beim Prioritätenstreit war Johann I Bernoulli auf der Seite von Leibniz und Jakob I Bernoulli, der ältere Bruder, gilt gewissermaßen als der Nachfolger von Leibniz hinsichtlich seiner Infinitesimalrechnung. Von Johann I Bernoulli entstammte eine der ersten Definitionen einer Funktion. Nach ihm sei eine Funktion einer Variable „eine Größe, die in irgendeiner Weise aus dieser Größe und Konstanten zusammengesetzt ist.“ Aus der fruchtbaren Zusammenarbeit der Brüder ist unter anderem die Bernoullische Differentialgleichung entstanden. Sie zerstritten sich allerdings 1699 und gingen dann getrennte Wege. Johann I Bernoulli war es, der den Marquis de L’Hospital unterrichtete. Dieser veröffentlichte 1698 den Analyse des infiniments petits, wo der größte Inhalt, inklusive der Regel von de L’Hospital, eigentlich aus Bernoullis Feder stammte. Von Jakob I Bernoulli entstand mit der Beschäftigung des Brachistochronenproblem das Teilgebiet der Variationsrechnung. Während es in der bisherigen Analysis um die Untersuchung von Minima und Maxima von Funktionen ging, erkannte er, dass es bei dem genannten Problem vor allem um die Suche nach gewissen Funktionen ging, die unter bestimmten Bedingungen optimal werden.
Über die Familie Bernoulli geschah es, dass Leonhard Euler, der ursprünglich Theologie studierte, sich der Mathematik zuwandte. Bereits sein Vater promovierte 1688 bei Jakob I Bernoulli. Er selbst nahm beim Bruder Jakob I Bernoulli Unterricht und bildete den jungen Euler in der Infinitesimalrechnung aus. Euler selbst veröffentlichte 1748 das Werk Introductio in analysin infinitorum („Einführung in die Analysis/Analyse des Unendlichen“), das als eine der einflussreichsten Publikationen in der Geschichte der Mathematik gilt. Der Mathematikhistoriker Carl Benjamin Boyer bezeichnete das Werk als „wichtigstes Lehrbuch der Neuzeit“ (foremost textbook in modern times) und verglich seine Bedeutung mit Euklids Elementen, die er für das „wichtigste Lehrbuch der Antike“ hielt. Zwar hielt er von den modernen Werken die La Géométrie von Descartes, die Principia Mathematica von Newton oder die Disquisitiones Arithmeticae von Gauß für ebenso wichtig, sie würden aber nicht an die pädagogische Bedeutung von Eulers Werk heranreichen. Auf den Einfluss dieses Werkes gehe mutmaßlich der Grund zurück, warum man das heutige Fachgebiet nur Analysis und nicht Analysis des Unendlichen nenne. Wesentliche moderne Notationen der Analysis gehen mutmaßlich auf Eulers Buch zurück.
Auch sonst war Leonhard Euler einer der einflussreichsten Mathematiker aller Zeiten und besonders auf dem Gebiet der Analysis äußerst produktiv, für einen Überblick seines Wirkens und Schaffens siehe: Wissenschaftliches Werk Leonhard Eulers.
Fast zur gleichen Zeit schrieb eine der ersten vollständigen Darstellungen der Differential- und Integralrechnung die Mathematikerin Maria Gaetana Agnesi. Ihr 1748 veröffentlichtes Werk Instituzioni analitiche gilt als eines der ersten von einer Frau verfassten Lehrbücher überhaupt.

### Reihen, Produkte und Paradoxa
Der Mathematiker John Wallis leitete 1656 folgendes unendliche Produkt her, was man heutzutage als das Wallissche Produkt kennt:
{\displaystyle {\frac {\pi }{2}}={\frac {2^{2}}{1\cdot 3}}\cdot {\frac {4^{2}}{3\cdot 5}}\cdot {\frac {6^{2}}{5\cdot 7}}\cdot {\frac {8^{2}}{7\cdot 9}}\cdot \;\cdots .}
Er war es auch, der das Zeichen für Unendlichkeit {\displaystyle \infty } einführte. Eine der frühesten Glanzleistungen von Euler zeigte sich in seiner Lösung des Basler Problems, wo er folgende Reihe bewies:
{\displaystyle {\frac {1}{1^{2}}}+{\frac {1}{2^{2}}}+{\frac {1}{3^{2}}}+{\frac {1}{4^{2}}}+\cdots ={\frac {\pi ^{2}}{6}}.}
Von Leibniz selbst ist folgende Reihe überliefert
{\displaystyle 1-{\frac {1}{3}}+{\frac {1}{5}}-{\frac {1}{7}}+{\frac {1}{9}}-\dotsb ={\frac {\pi }{4}}.}
Nicht nur ästhetische, sondern auch praktische Gründe gab es für das Interesse an solchen Reihen. Zum Beispiel war schon 1668 Nicolaus Mercator die folgende Reihenentwicklung des natürlichen Logarithmus bekannt, die äußerst hilfreich zum Berechnen von Logarithmentafeln war:
{\displaystyle \ln(1+x)=x-{\tfrac {1}{2}}x^{2}+{\tfrac {1}{3}}x^{3}-{\tfrac {1}{4}}x^{4}\pm \cdots }
Auf Brook Taylor geht 1712 die nach ihm benannte Taylorreihe zurück, womit man mit Mitteln der Differentialrechnung Potenzreihen für andere Funktionen darstellen konnte:
{\displaystyle f(x)=\sum _{n=0}^{\infty }{\frac {f^{(n)}(a)}{n!}}(x-a)^{n}=f(a)+f'(a)(x-a)+{\frac {f''(a)}{2}}(x-a)^{2}+{\frac {f'''(a)}{6}}(x-a)^{3}+\dotsb }
Dies brachte Joseph-Louis Lagrange Ende des 18. Jahrhunderts auf die Idee, darüber die Differentiation zu definieren. In seiner 1797 veröffentlichten Schrift Théorie des fonctions analytiques „bewies“ er, dass jede Funktion (darunter verstand Lagrange eine Art Rechenausdruck) sich durch eine Potenzreihe darstellen lasse, und definierte dann die Ableitung einer Funktion über die Koeffizienten der Reihe. Dies war der erste zentrale Schritt, von der wackligen Grundlage der Infinitesimalzahlen wegzukommen und stattdessen eine Definition über eine unendliche Reihe zu formulieren. Wesentliche zentrale Sätze der Analysis wie den Zwischenwertsatz bewies er ebenso in dieser Schrift.
Allerdings zeigten sich auch schon die ersten Probleme aufgrund eines zu unbedarften Umganges mit Reihen. Zum einen konvergierte in manchen Fällen diese Potenzreihe gar nicht. Man würde in der heutigen Sprache sagen, dass Lagranges Ergebnis nur für analytische Funktionen stimme. Und zum anderen ergaben sich paradoxe erscheinende oder falsche Ergebnisse. 1701 veröffentlichte Guido Grandi eine Aufsehen erregende Schrift, wo er über die geometrische Reihe die Formel
{\displaystyle 1-1+1-1+1-1+\cdots =1+(-1)+(-1)^{2}+(-1)^{3}+\cdots ={\frac {1}{1-(-1)}}={\frac {1}{2}}}.
herleitete, die heute nach ihm Grandi-Reihe genannt wird. Das Ergebnis scheint besonders paradox, da die endlichen Partialsummen entweder {\displaystyle 0} oder {\displaystyle 1} ergeben können, aber niemals {\displaystyle 1/2}.
Auch Leonhard Euler leitete aus seinen Überlegungen mit alternierenden Reihen paradoxe Ergebnisse wie
{\displaystyle 1-2+3-4+\cdots ={\frac {1}{4}}}
her. Solche Ergebnisse erschienen problematisch, weil sie natürlich auch die Gültigkeit der anderen Reihendarstellungen in Frage stellten. Diese Probleme konnten erst im 19. Jahrhundert gelöst werden. Aber darüber hinaus gab es immer noch Unsicherheiten mit dem Umgang mit der Unendlichkeit. Srinivasa Ramanujan leitete noch Anfang des 20. Jahrhunderts, als er die Summe aller natürlichen Zahlen betrachtete, das Ergebnis
{\displaystyle 1+2+3+4+\dots =-{\frac {1}{12}}.}
her.

## 19. Jahrhundert

### Fourier-Analysis

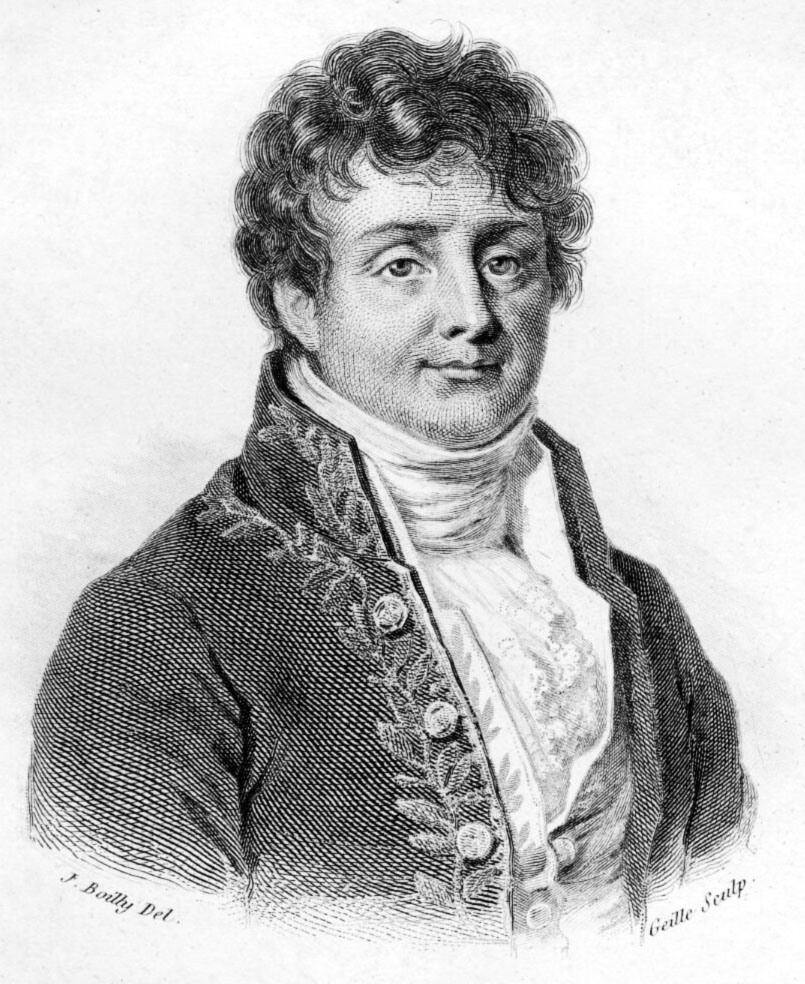
Joseph Fourier

Illustration einer periodischen Funktion

Das Bedürfnis an größerer Formalisierung kam spätestens durch die 1822 erschienene Schrift Théorie analytique de la chaleur des Mathematikers Jean Baptiste Joseph Fourier. Ausgehend von Beschäftigungen mit Wärmeleitungsgleichungen versuchte er Näherungslösungen mithilfe von trigonometrischen Reihen zu bestimmen, also Reihen, die aus einer Linearkombination von Sinus und Kosinus zusammengesetzt sind. Die Idee war nicht neu und schon von Euler und d’Alembert diskutiert worden, aber Fouriers mutige Behauptung lag dann darin, dass prinzipiell jede periodische Funktion als so eine Summe darstellbar sei. So eine Funktion könnte dabei noch so viele „Zacken“, „Sprungstellen“ oder andere Eigenheiten aufweisen, man würde trotzdem eine trigonometrische Reihe finden. Diese Behauptung wurde schon damals von den Zeitgenossen mit Skepsis begegnet, auch wenn Fouriers Ergebnisse als erstaunlich wahrgenommen wurden. Der Mathematiker Ian Stewart urteilt, dass der Disput im Nachhinein vor allem durch die unklare Sprache der Analysis geschaffen worden sei. Wesentliche Fragen, wie ob eine unendliche Summe sinnvoll sei, was überhaupt eine Funktion ist und welche Sätze anwendbar waren, waren zur damaligen Zeit noch unklar und oft argumentierte man nur nach Fingergefühl. Damals gab es zum Beispiel den subtilen Unterschied zwischen punktweiser Konvergenz und gleichmäßiger Konvergenz noch nicht. Auch Fourier sei mit vorrangig physikalischer Intuition an das Problem gegangen. Erst durch die Arbeiten von Bernhard Riemann (Riemann-Integral), Henri Lebesgue (Maßtheorie) und Georg Cantor (Mengenlehre) sei Klarheit geschaffen worden. Wesentliche mathematische Neuerungen entstanden mit der Beschäftigung von Fouriers Behauptungen. Heute wissen wir, dass Fouriers Behauptung nicht unbeschränkt gilt, aber unter bestimmten Einschränkungen gültig ist. Fouriers Arbeit ist teilweise rehabilitiert worden durch den 1966 veröffentlichten Satz von Carleson und Hunt, nach der eine Fourier-Reihe einer quadratintegrierbaren Funktion fast überall punktweise konvergiert. Als unmittelbares Korollar folgt, dass die Fourier-Reihe einer stetigen Funktion fast überall konvergiert. „Fast überall“ ist dabei im Sinne der Maßtheorie gemeint, dass es vereinfacht gesagt zwar Stellen gibt, wo keine Konvergenz gegeben ist, diese aber fast vernachlässigbar sind. Mithilfe des Satzes von Fischer-Riesz ist die Frage der Konvergenz für einen wesentlichen anderen Konvergenzbegriff beantwortet worden, den Fourier aber noch nicht kannte.

### „Epsilontik“

Illustration des Grenzwertes einer Folge

Vor allem durch die Arbeiten von Karl Weierstraß und Augustin-Louis Cauchy kamen größere Formalisierungen in die Analysis, sodass Einwände aufgrund fehlender mathematischer Strenge beseitigt werden konnten. Wesentliche Gedanken sind schon früher von Bernard Bolzano formuliert worden, aber diese publizierte er nicht zu seinen Lebzeiten und blieben daher lange unerkannt. Zwar argumentierte noch Cauchy in diversen Schriften mithilfe von Infinitesimalzahlen, verwendete aber schon Argumente, die auf Fehlerschranken basierten. Eine der einflussreichsten Schriften war seine 1821 veröffentlichte Cours d’Analyse, den Bourbaki wegen seiner dargestellten Strenge ausdrücklich lobte.
Wenn man eine Folge gegeben durch {\displaystyle (1/n)} betrachtet, dann sieht man durch Testeinsetzungen, dass diese gegen {\displaystyle 0} strebt, je „größer“ das gewählte {\displaystyle n} ist. In der Infinitesimalrechnung hätte man daher noch gesagt, dass man ein unendlich großes {\displaystyle n} einsetze und der Term dann vernachlässigbar sei und daher den Wert {\displaystyle 0} annehme. Stattdessen spricht man nur noch von Grenzwerten, also man untersucht, ob es eine Zahl gibt, der die Folgenglieder beliebig nahekommen und zwar so, dass in jeder Umgebung des Grenzwerts fast alle Folgenglieder liegen. In der neuen Definition gibt man einen maximal möglichen Fehler vor, den man mit dem griechischen Buchstaben Epsilon {\displaystyle \varepsilon } abkürzt, z. B. {\displaystyle \varepsilon =1/10}, und muss zeigen, dass die Folge Werte annimmt, sodass jedes Folgenglied höchstens einen Abstand von {\displaystyle \varepsilon } um den Grenzwert herum hat. In dem Fall ist das ab der Zahl {\displaystyle 11} gegeben, da {\displaystyle 1/11<1/10}.
Die abstrakte Definition der Konvergenz einer Zahlenfolge, die man so an den Universitäten lernt, lautet also:
Eine Folge {\displaystyle (a_{n})} konvergiert gegen ein {\displaystyle a}, falls für alle {\displaystyle \varepsilon >0} eine natürliche Zahl {\displaystyle N} existiert, sodass {\displaystyle \vert a_{n}-a\vert <\varepsilon } für alle {\displaystyle n\geq N} gilt.
Da das Epsilon in diesen Definitionen so prominent auftritt, wird diese Form der rigorosen Analysis auch Epsilontik genannt. Das Epsilon selbst leitete sich wahrscheinlich vom Französischen erreur für „Fehler“ ab. Von der aktualen Unendlichkeit kam man in dem Sinne wieder ab und betrachtete stattdessen potenzielle Unendlichkeit. Dadurch ließen sich aber die Begriffe der Analysis auf eine klare Grundlage stellen, was aber auf Kosten der Anschaulichkeit geschah. Wenn man zum Beispiel sagt, ein Fahrzeug bewege sich mit einer Geschwindigkeit von 50 Geschwindigkeitseinheiten, dann würde das in der Sprache der Epsilontik wie folgt lauten:
Für alle {\displaystyle \varepsilon >0} gibt es ein {\displaystyle \delta >0}, sodass folgendes gilt: Gilt {\displaystyle \vert t_{1}-t_{2}\vert <\delta }, so folgt {\displaystyle \left\vert {\frac {s_{1}-s_{2}}{t_{1}-t_{2}}}-50\right\vert <\varepsilon }.
Schon den Zeitgenossen war die Sprache Cauchys nicht immer zugänglich. So schreibt Niels Henrik Abel: „Cauchy ist fou, und es ist kein Auskommen mit ihm, obwohl er heutzutage der Mathematiker ist, der weiß, wie die Mathematik zu behandeln ist. Seine Sachen sind vortrefflich, aber er schreibt sehr undeutlich …“
Im 19. Jahrhundert formulierte erstmals Bernhard Riemann eine saubere Definition des Integrals, was wir als Riemann-Integral (bzw. in modifizierter Fassung als Darboux-Integral) bis heute im Grundstudium Mathematik kennenlernen. Am Ende der Entwicklung formulierte Karl Weierstraß erstmals eine genaue Charakterisierung der reellen Zahlen. Sein Zugang war über konvergente unendliche Reihen in den Kehrwerten natürlicher Zahlen mit beschränkten Partialsummen, wonach die Existenz von Infinitesimalzahlen unmöglich geworden sind (vgl. Anordnungsaxiome). Somit gab es in der reellen Analysis vorerst keinen Platz mehr für unendlich große und unendlich kleine Zahlen.

Betragsfunktion

Ebenso wurde erstmals eine Unterscheidung zwischen dem Begriff einer stetigen Funktion und einer differenzierbaren Funktion wirklich festgemacht. Eine stetige Funktion ist eine Funktion, bei der hinreichend kleinen Änderungen des Arguments nur beliebig kleine Änderungen des Funktionswerts nach sich ziehen, was man salopp umschreiben kann mit: Man kann die Funktion mit einem Stift zeichnen, ohne ihn abzusetzen. Zwar war schon bekannt, dass man bei Funktionen wie der Betragsfunktion die Steigung nicht überall sinnvoll messen kann (hier ist es an der Stelle {\displaystyle 0}), aber lange ging man noch aus, dass man bei einer stetigen Funktion wenigstens einige Stellen finden konnte, an der die Funktion noch ableitbar ist. Mit der Konstruktion der nach ihm benannten Funktion gelang es 1886 Weierstraß, diese Behauptung zu widerlegen, indem er eine Funktion konstruierte, die überall stetig, aber nirgendwo differenzierbar war. In einem Brief an Stieltjes gab Charles Hermite, ein Zeitgenosse von Weierstraß, zu, dass er sich nur mit „Schrecken und Entsetzen“ von der „bedauerlichen Plage“ einer stetigen Funktion abwenden könne. Sein Landsmann Henri Poincaré prägte den Begriff der Monsterkurve und schrieb in seinem Werk Wissenschaft und Methode zu diesem Prozess:

„Lange Zeit waren die Objekte, mit denen sich Mathematiker befassen, nur unzureichend definiert; wir glaubten, sie zu kennen, weil wir sie mit den Sinnen oder der Vorstellungskraft darstellten, aber wir hatten nur eine grobe Vorstellung und keine genaue Vorstellung, auf die sich die Argumentation stützen könnte. […] Die vage Vorstellung von Stetigkeit, die wir der Intuition verdankten, wurde in ein kompliziertes System von Ungleichungen in Bezug auf ganze Zahlen aufgelöst. So verschwanden ein für alle Mal alle Schwierigkeiten, die unsere Väter erschreckten, als sie über die Grundlagen der Infinitesimalrechnung nachdachten. […] Logik bringt manchmal Monster hervor. Im letzten halben Jahrhundert haben wir die Entstehung einer Vielzahl bizarrer Funktionen erlebt, die scheinbar danach streben, so wenig wie möglich ehrlichen Funktionen zu ähneln, die einem Zweck dienen. […] Wenn in der Vergangenheit eine neue Funktion erfunden wurde, geschah dies mit Blick auf ein praktisches Ziel; Heute erfinden wir sie absichtlich, um die Argumentation unserer Väter zu untergraben, und das ist alles, was wir jemals davon haben werden.“

### Komplexe Analysis

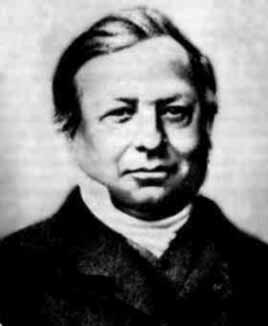
Joseph Liouville

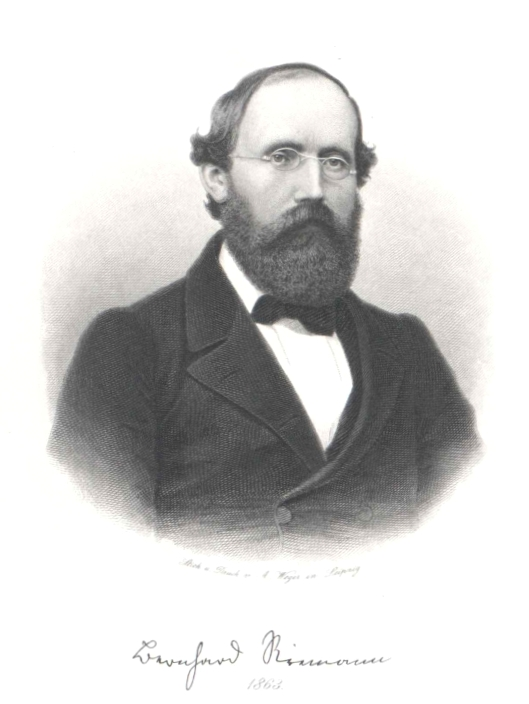
Bernhard Riemann

Die Beschäftigung mit den komplexen Zahlen geht weit ins 16. Jahrhundert zurück, wobei man sich hauptsächlich mit Fragestellungen beschäftigte, die man der Algebra zuordnen würde. Auf Carl Friedrich Gauß geht die Bezeichnung komplexe Zahl selbst zurück. Die erste geometrische Deutung der komplexen Zahlen als Ebene kam vom Landvermesser Caspar Wessel 1799.
Anfang des 19. Jahrhunderts wurden erste Gedanken gemacht, wie man Integral- und Differentialrechnung auf den komplexen Zahlen betreiben könnte. Cauchy veröffentlichte seit 1814 mehrere Schriften, die sich mit der Frage befassten, aber als eigentliche Geburtsstunde der komplexen Analysis kann man eine 1837 von Cauchy veröffentlichten Arbeit sehen. Cauchy bewies in der Arbeit einen Satz, der für die reellen Zahlen im Allgemeinen nicht mehr gilt: Ist {\displaystyle f\colon G\to \mathbb {C} } eine auf einem Gebiet {\displaystyle G} holomorphe Funktion (also überall komplex differenzierbar), so lässt sich zu jedem Punkt {\displaystyle z_{0}\in G} eine Potenzreihe entwickeln, d. h. es gibt eine Folge {\displaystyle (a_{n})} komplexer Zahlen, sodass
{\displaystyle f(z)=\sum _{n=0}^{\infty }a_{n}(z-z_{0})^{n}} (Cauchyscher Entwicklungssatz)
in einer Umgebung um den Punkt {\displaystyle z_{0}} gilt. Dieser Satz ist bis heute einer der wichtigsten in der komplexen Analysis.
Bekannt geworden ist auch der 1850 ausgebrochene Streit zwischen Cauchy und Joseph Liouville, als sich beide um eine Professur am Collège de France bewarben, aber Liouville die Stelle bekam. Cauchy wollte seine Niederlage nicht akzeptieren (die erste Abstimmung hatte elf Stimmen für ihn, zehn für Liouville und zwei Enthaltungen ergeben). Die beiden gerieten daraufhin auch wissenschaftlich in Streit: 1851 präsentierte Cauchy einige Resultate Charles Hermites über doppeltperiodische Funktionen und bewies sie mittels seines Integralsatzes. Liouville glaubte, die Resultate direkt aus seinem Satz von Liouville folgern zu können. Cauchy zeigte dagegen, dass man den Satz von Liouville sehr einfach mit seinem Integralsatz beweisen kann.
Ebenfalls entdeckte Cauchy, dass für eine komplexe Funktion mit
{\displaystyle f(x+\mathrm {i} y)=u(x,y)+\mathrm {i} v(x,y)}
folgende Bedingungen gelten müssen:
{\displaystyle {\begin{aligned}{\frac {\partial u}{\partial x}}(x,y)&={\frac {\partial v}{\partial y}}(x,y)&\qquad \\{\frac {\partial u}{\partial y}}(x,y)&=-{\frac {\partial v}{\partial x}}(x,y)&\qquad \end{aligned}}}
Bernhard Riemann bewies in seiner 1851 verfassten Dissertation, dass beide Bedingungen sogar äquivalent sind, weshalb diese Gleichungen Cauchy-Riemannsche Differentialgleichungen genannt werden. Als eine der einflussreichsten Arbeiten Riemanns auf diesem Gebiete sollte sich die Veröffentlichung Über die Anzahl der Primzahlen unter einer gegebenen Grösse erweisen. 1859 veröffentlichte Riemann diese 9-seitige Schrift und stellte einen Zusammenhang zwischen der Funktionentheorie und Zahlentheorie her. Im spezifischen stellte er einen Zusammenhang zwischen der Riemannschen Zetafunktion (einer Verallgemeinerung des Basler Problems) und Primzahlen dar. Auf Seite 4 dieser Arbeit formulierte er zum ersten Mal seine Riemannsche Vermutung, kommentierte aber beiläufig dazu: „Hiervon wäre allerdings ein strenger Beweis zu wünschen; ich habe indess die Aufsuchung desselben nach einigen flüchtigen vergeblichen Versuchen vorläufig bei Seite gelassen, da er für den nächsten Zweck meiner Untersuchung entbehrlich schien.“ Noch heute ist die Vermutung unbewiesen und gilt als eine der wichtigsten Probleme der reinen Mathematik.

### Mehrdimensionale Analysis und Differentialgeometrie

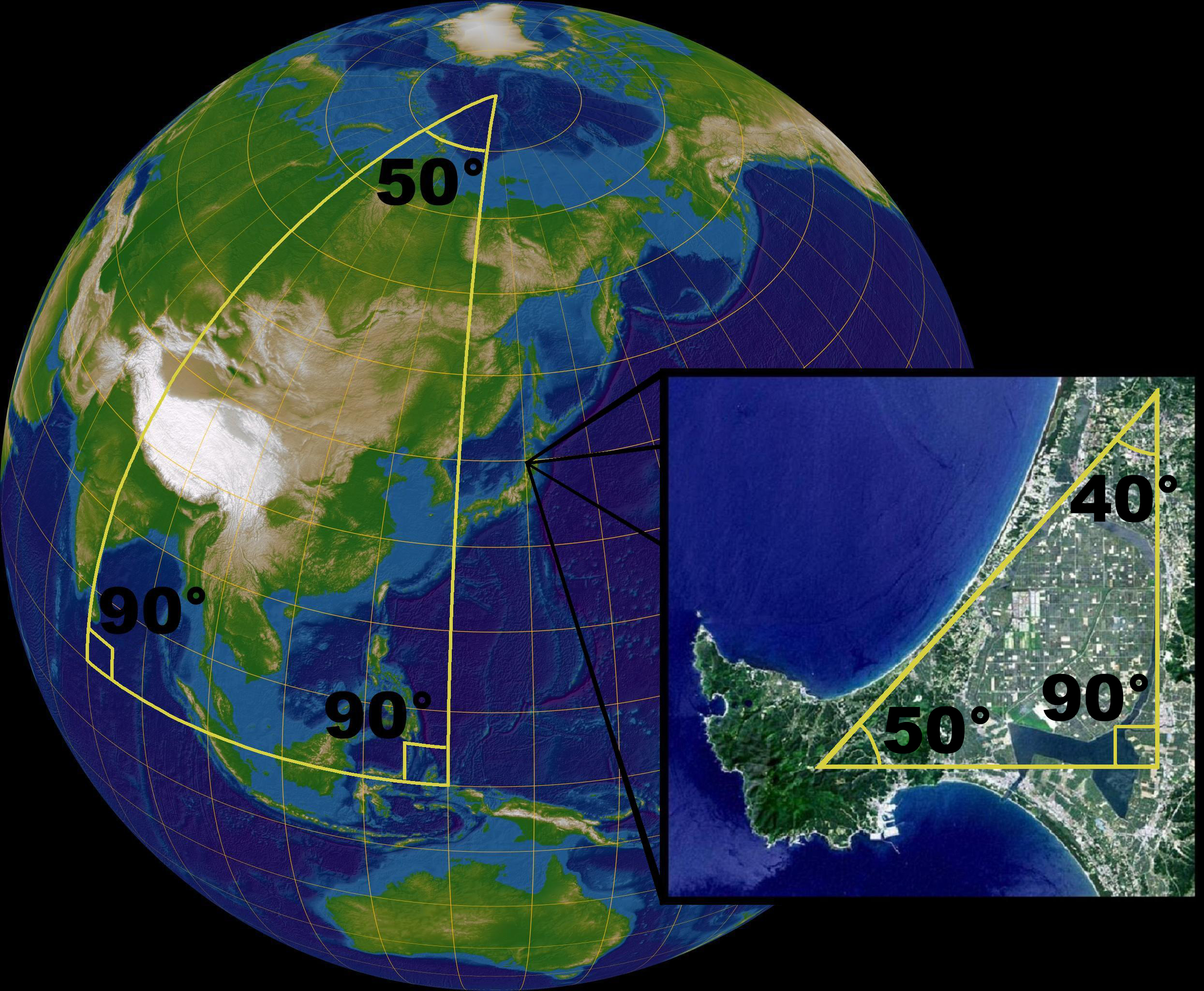
Mannigfaltigkeit

Neben der Frage, wie man Analysis auf den komplexen Zahlen betreiben kann, stellte sich schon früh die Frage, wie man diese auch auf höhere Räume verallgemeinern kann. Der von Hamilton gemachte Versuch einer Verallgemeinerung mündete in die Quaternionen, welche sich aber nicht durchsetzte. Viel einflussreicher erwies sich die von Hermann Graßmann geschriebene Ausdehnungslehre von 1844, in der er die ersten Grundzüge der Vektoranalysis darlegte, aber sich erst wesentlich später durchsetzte. Viele Aussagen der modernen Physik wie die Maxwell-Gleichungen sind heute in dieser Sprache formuliert.
Parallel dazu begann sich die Differentialgeometrie zu entwickeln. Den Anfang machte Gaspard Monge mit seiner 1800 veröffentlichten Schrift Application de l’analyse a la géométrie. Carl Friedrich Gauß und viele andere Zeitgenossen erkannten parallel und unabhängig voneinander, dass das Parallelenaxiom nicht beweisbar ist und öffneten so den Weg in alternative Formen der Geometrie. Bernhard Riemann, ein Schüler von Gauß, führte 1854 mit seiner Habilitationsschrift Ueber die Hypothesen, welche der Geometrie zu Grunde liegen den Begriff der Mannigfaltigkeit ein und begründete damit die Differentialgeometrie. Die Grundidee dessen ist es, Räume zu betrachten, die nur lokal die Gestalt des euklidischen Raumes besitzen. Zum Beispiel sieht die Oberfläche einer Erde lokal aus wie eine Ebene, aber, wenn man die Erde als Sphäre modelliert, so gelten dort die Bedingungen der sphärischen Geometrie. In der Differentialgeometrie lässt sich dann der Satz von Stokes formulieren, dessen allgemeinste Form von Élie Cartan unter Zuhilfenahme von Differentialformen stammt. Dadurch erhält man als Spezialfälle klassische Sätze der Vektoranalysis wie den Gaußschen Integralsatz, den Fundamentalsatz der Analysis und den Satz von Green. Die von Gauß, Riemann und deren Nachfolgern erzielten Erkenntnisse und Konzepte der Differentialgeometrie sind in die Relativitätstheorie von Albert Einstein eingeflossen.

## Entwicklungen im 20. Jahrhundert bis heute

### Maßtheorie

Banach-Tarski-Paradoxon

In seiner 1902 veröffentlichten Dissertation stellte Henri Léon Lebesgue mit dem Lebesgue-Integral eine Verallgemeinerung des Riemann-Integrals auf. Für seine Theorie musste er sich aber von neuem Gedanken machen, was eigentlich das Bestimmen eines Flächeninhaltes oder Volumen ist. Mittlerweile war allgemein akzeptiert worden, Linien, Flächen und Volumina etc. als Punktmengen zu betrachten. Dazu trug besonders die auf Georg Cantor zurückgehende naive Mengenlehre bei. Also reduzierte sich seine Frage lediglich darin, eine Funktion {\displaystyle \mu \colon {\mathcal {P}}(\mathbb {R} ^{n})\to [0,\infty ]} mit bestimmten Eigenschaften zu ermitteln, er möchte also jeder Teilmenge des euklidischen Raumes einen Wert zwischen {\displaystyle 0} und {\displaystyle \infty } zuweisen. Diese Frage ist als Maßproblem in die Geschichte eingegangen, die 1905 von Giuseppe Vitali mit der Konstruktion der Vitali-Menge negativ beantwortet wurde: Unter Hilfe des Auswahlaxioms zeigte er, dass, falls es eine solche Funktion gebe, sich eine Menge konstruieren lasse, die logische Widersprüche hervorruft. Durch die Arbeiten von Émile Borel und Constantin Carathéodory konnte aber gezeigt werden, dass bei Gültigkeit des Auswahlaxioms so ein Maß auf jeden Fall für ein Mengensystem existieren muss, was man heute Borelsche σ-Algebra nennt (Maßerweiterungssatz von Carathéodory). Diese Fragestellungen warfen viele philosophische Fragen hinsichtlich des Auswahlaxioms auf. Beispielsweise lässt sich mithilfe des Auswahlaxioms eine Kugel in endlich viele Teilstücke zerlegen und wieder so zusammensetzen, dass zwei Kugeln von identischem Volumen wieder entstehen. Der Logiker Robert Solovay zeigte 1970, dass der Satz „Jede Teilmenge der reellen Zahlen ist lebesgue-messbar“ konsistent mit der Zermelo-Fraenkel-Mengenlehre ohne Auswahlaxiom ist, man also ohne Auswahlaxiom das Maßproblem positiv beantworten könnte (wenn man es axiomatisch als wahr annimmt).
Trotzdem haben maßtheoretische Überlegungen erheblich zur Entwicklung anderer Gebiete wie der Wahrscheinlichkeitstheorie beigetragen. 1933 veröffentlichte der sowjetische Mathematiker Andrei Kolmogorow auf maßtheoretischen Überlegungen eine Axiomatisierung der Wahrscheinlichkeitstheorie, die heute weithin akzeptiert ist.

### Funktionalanalysis

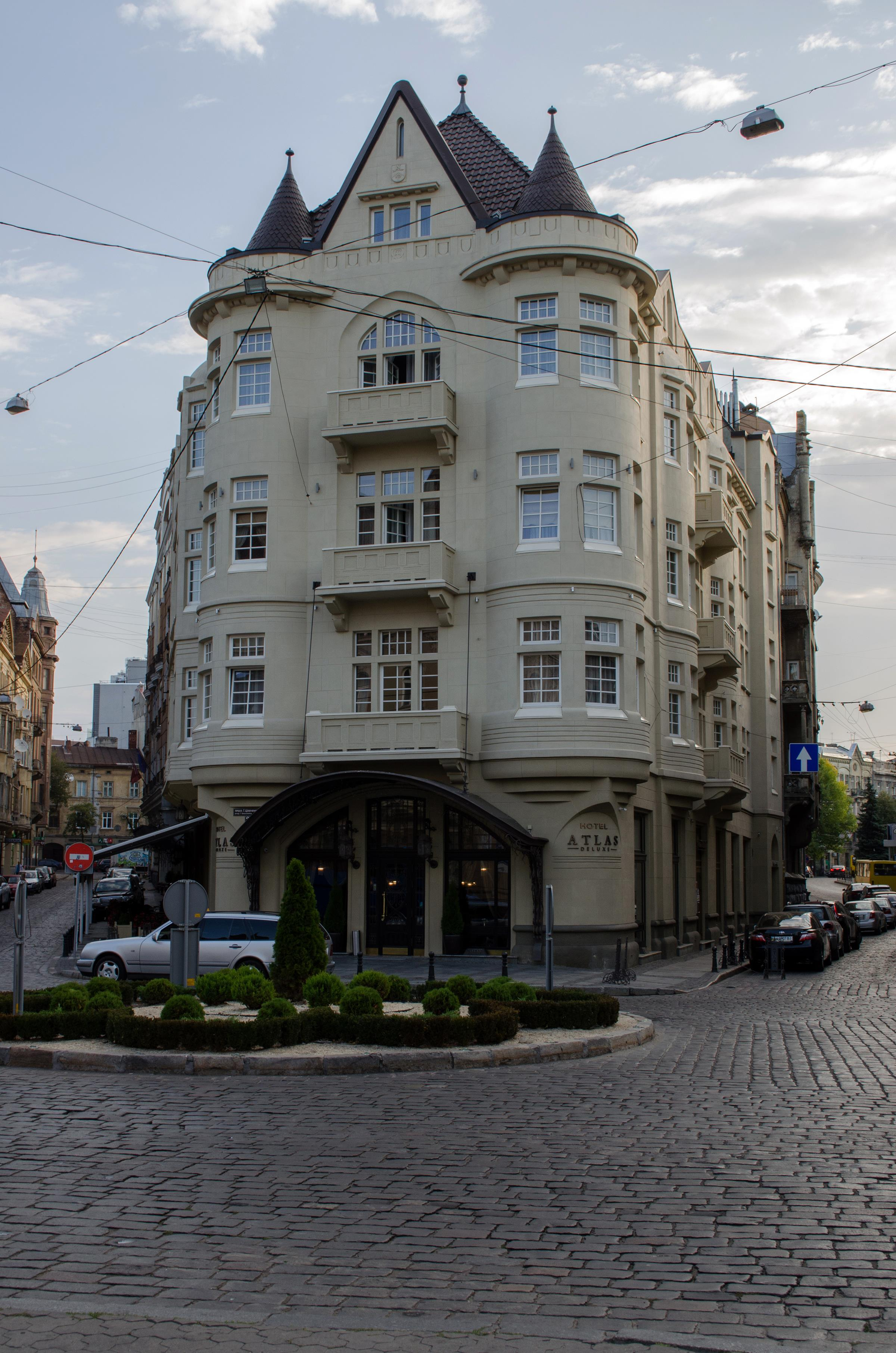
Das wiedereröffnete Schottische Café im Hotel Atlas (2015)

Die Funktionalanalysis entstand schon im 19. Jahrhundert vorrangig aus der Beschäftigung mit partiellen Differentialgleichungen und Funktionalen. Besonders hervorgetan hat sich die Lemberger Mathematikerschule, eine der drei polnischen Mathematikerschulen zwischen 1918 und 1939 um Stefan Banach. Lemberg war damals noch ein Teil von Polen, liegt aber heute in der Ukraine. Die Mitglieder trafen sich regelmäßig im Schottischen Café für den gemeinsamen Austausch, diskutierten Probleme und lobten auch für Lösungen Preise aus. Zuerst schrieben sie die Formeln auf Papierservietten nieder und auch mangels Servietten direkt auf den marmornen Tischplatten, die der Garderobier bis zum nächsten Treffen aufbewahrte, bis Łucja Banach, die Ehefrau von Stefan Banach, ein Heft kaufte, was heute den Namen „Schottisches Buch“ trägt. Beispielsweise beschäftigt sich das Problem 106 mit einer Vermutung bezüglich der Umordnung von Reihen, für dessen Lösung eine Flasche Wein ausgelobt worden ist. Wer das Problem gelöst hatte, wissen wir nicht, aber ein Gegenbeispiel, das die Vermutung widerlegt, findet sich im selben Buch. Stanisław Mazur lobte für die Lösung eines Problems eine lebende Gans aus, die er 1972 tatsächlich persönlich dem schwedischen Mathematiker Per Enflo überreichte.
Während des Zweiten Weltkrieges wurde Lemberg zuerst von der Sowjetunion besetzt und dann vom nationalsozialistischen Deutschland. In der Zeit sind durch die beiden Besatzungsmächte viele Mitglieder der Lemberger Schule, die nicht geflüchtet sind, ermordet worden, besonders während der Massenmorde in Lemberg im Sommer 1941. Vor dem Überfall auf Polen kam man sich 1939 noch überein, im Falle eines Krieges das Buch zu vergraben. Es ist nicht klar, ob das tatsächlich erfolgte, aber sicher ist nur, dass Łucja Banach bei der Zwangsumsiedlung 1945 das Buch aus Lemberg nach Warschau brachte, wo Hugo Steinhaus eine Abschrift erstellte.

### Nichtstandardanalysis

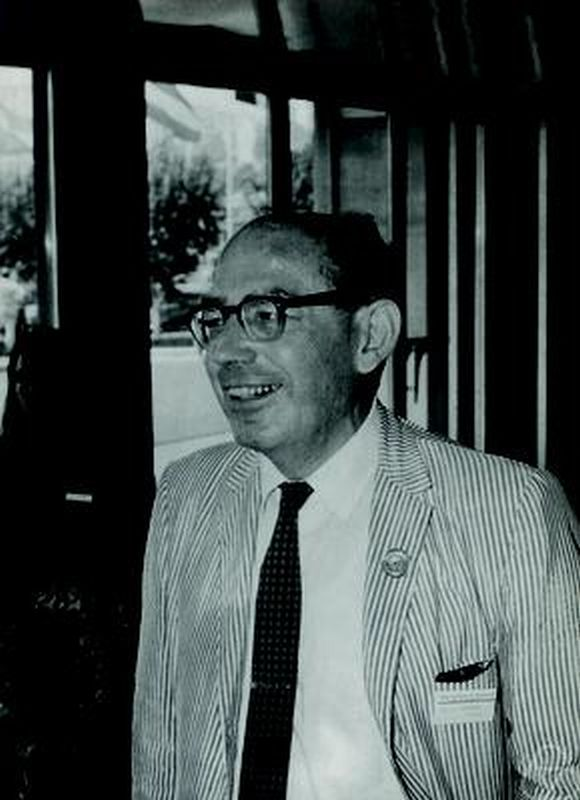
Abraham Robinson

Anfang der 1960er Jahre kam es zu einer Wiederbelebung der Infinitesimalzahlen durch die Etablierung der Nichtstandardanalysis, wo man die reelle Analysis durch eine Erweiterung der reellen Zahlen, den hyperreellen Zahlen betrieb. Maßgeblich an der Entwicklung beteiligt war Abraham Robinson mit dessen Werk Nonstandard Analysis. Dort zeigte er auf, dass man auf logisch präziser Grundlage Analysis mit Infinitesimalzahlen betreiben konnte, was allerdings Kenntnisse in der Prädikatenlogik erster Stufe erforderlich machte, was Newton und Leibniz noch unbekannt war. Andere Zugänge sind von Edward Nelson mit der internen Mengenlehre konstruiert worden. Von Jerome Keisler stammen mehrere Lehrbücher. Die Nichtstandardanalysis ist nicht „der Standard“ in dem Sinne, dass die Beweise und Definitionen wesentlich näher an der Intuition der früheren Mathematiker formuliert werden konnten, aber selbst keine neuen oder anderen Resultate hervorbringt. Der Logiker Kurt Gödel war bezüglich der Entwicklung optimistisch und schrieb davon, dass es gute Gründe gebe, die Nichtstandardanalysis werde irgendwann die Analysis der Zukunft sein. Auch der zeitgenössische Mathematiker Terence Tao bemerkt positiv, dass Nichtstandardanalysis in der Lage sei, „Umgangsprobleme mit Epsilons drastisch zu verringern“.
Dennoch hält sich die Verbreitung heute in Grenzen und auch die an den Schulen gelehrten intuitiven Definitionen von Grenzwerten entsprechen nicht jener der Nichtstandardanalysis. Das mag vor allem daran liegen, dass die exakte Konstruktion der hyperreellen Zahlen nicht einfach nachvollziehbar ist. Ein axiomatischer Zugang, ähnlich wie er heutzutage bei der Einführung der reellen Zahlen üblich ist, wird auch dadurch behindert, dass in den ersten Semestern in der Regel keine Prädikatenlogik erster Stufe gelehrt wird.

### Fragen um das Kontinuum
Die Entwicklungen im 20. Jahrhundert zeigten, dass die eigentlich seit der Antike bestehenden Fragen um das Kontinuum, also über die Natur des reellen Zahlenstrahls, noch kontrovers diskutiert wurden. Beispielsweise ist die 1878 von Georg Cantor aufgestellte Kontinuumshypothese in der üblichen Mengenlehre nicht entscheidbar.
Neben der Nichtstandardanalysis sind besonders zur Zeit der Grundlagenkrise der Mathematik alternative Zugänge der Mathematik diskutiert worden, die sich besonders auf die Analysis ausgewirkt hätten. Intuitionisten und Konstruktivisten wollen etwa (in unterschiedlicher Strenge) die Anforderung stellen, dass man nur Zahlen benutzen dürfe, die auch konstruierbar seien. Damit geht meistens die Aufgabe des Satzes vom ausgeschlossenen Dritten und des Auswahlaxioms, womit dann gewisse Sätze der Analysis entweder anders bewiesen werden müssen oder nur noch unter veränderten Ausgangsbedingungen gelten würden. Besonders Paul Lorenzen, ein Vertreter des Erlanger Konstruktivismus, legte 1965 einen Entwurf für eine konstruktivistische Analysis vor, in der er die meisten klassischen Sätze mit anderen Methoden bewies.
Heute sind solche metamathematischen Fragen für Anwender der Analysis nicht wichtig. Solomon Feferman sagte dazu, die Fragen des Kontinuums seien einfach nicht mehr relevant für die Alltagsmathematik (“They’re simply not relevant to everyday mathematics”) Einige Physiker wie John Baez sind der Meinung, dass das Kontinuum bislang nur unzureichend modelliert werde. Es gebe „in jeder größeren physikalischen Theorie schwierige, mathematische Probleme, wenn man die Raumzeit als Kontinuum modelliert.“